# Rivolta dei comuneros
La rivolta dei comuneros (anche nota con il nome di guerra delle comunità di Castiglia, dall'espressione spagnola Guerra de las Comunidades de Castilla) è stata un'insurrezione armata che interessò diversi centri urbani del Regno di Castiglia e León nel periodo compreso tra il 1520 e il 1522, nella fase iniziale del regno di Carlo V d'Asburgo. La rivolta, originatasi da Toledo, Segovia e Salamanca, arrivò a controllare al suo apice vaste aree della Castiglia. La guerra è stato oggetto di un aspro dibattito storiografico, con valutazioni contrastanti. Alcuni studiosi descrivono la guerra delle comunità come una rivolta contro il potere baronale; altri, come una delle prime rivoluzioni borghesi dell'era moderna, ed altri ancora la descrivono come un movimento antifiscale e particolarista, dai connotati medievali.
La rivolta avvenne in un periodo di instabilità politica nella corona di Castiglia, che si trascinava dalla morte di Isabella di Castiglia avvenuta nel 1504. Nell'ottobre del 1517, re Carlo V arrivò nelle Asturie dalle Fiandre, dopo essersi auto-proclamato re dei suoi possedimenti ispanici nel 1516. Si presentò dinanzi alle Cortes di Castiglia (parlamento di origine medievale che comprendeva i rappresentanti di nobiltà, clero e terzo stato) riunite a Valladolid nel 1518 parlando a malapena il castigliano e recando nella sua corte un gran numero di nobili e chierici fiamminghi. Tale stato di cose indusse nelle élite castigliane il timore di una perdita delle loro prerogative e del loro potere politico a discapito di questi elementi stranieri. Questo malcontento si trasmise attraverso vari canali agli strati popolari e, come prima protesta pubblica, apparvero volantini nelle chiese dove si leggeva:
Tu terra di Castiglia, sei molto sfortunata e maledetta poiché nonostante tu sia un regno così nobile, sei governata da coloro che non hanno amore per te.
Le richieste fiscali, in concomitanza con la partenza del re per l'elezione imperiale in Germania, ebbero come risultato una serie di rivolte urbane che trovarono un candidato alternativo per la corona nella "regina titolare di Castiglia", la madre di Carlo, Giovanna, che tuttavia si trovava in uno stato di incapacità mentale e che comunque non manifestò alcun appoggio alla rivolta. Dopo quasi un anno di ribellione, i sostenitori dell'imperatore si erano riorganizzati (in particolare l'alta nobiltà e i territori periferici della corona di Castiglia, come l'Andalusia), e le truppe imperiali avevano assestato un colpo quasi definitivo alle comunità nel battaglia di Villalar il 23 aprile 1521. Il giorno seguente, vennero giustiziati sul luogo della battaglia i leader dei comuneros Juan de Padilla, Juan Bravo e Francisco Maldonado. L'esercito dei comuneros nel frattempo si disperse. Solo Toledo mantenne viva la sua ribellione sotto la guida di María López de Mendoza y Pacheco, fino alla sua resa definitiva nel febbraio del 1522.
La rivolta dei comuneros è stata in ambito spagnolo motivo tanto di studio storico quanto di manipolazioni e appropriazioni strumentali da parte di gruppi politici e intellettuali. In tale ottica va inquadrata ad esempio la visita, avvenuta nel periodo del Triennio liberale spagnolo, di Juan Martín Díez a Villalar il 23 aprile 1821, in occasione del terzo centenario della sconfitta. Pittori come Antonio Gisbert raffigurarono in chiave idealizzata i comuneros nelle loro opere; il Patto Federale Castigliano, documento d'intesa stilato nel 1869 da esponenti del Partido Republicano Democrático Federal che si prefiggeva il cambio di regime e il rovesciamento di Isabella II di Spagna contiene chiari riferimenti alla rivolta dei comuneros. Gli intellettuali conservatori o reazionari hanno di contro adottato delle interpretazioni molto più a favore della posizione imperiale e critiche nei confronti della rivolta.
La sconfitta è stata commemorata a partire dalla Transizione spagnola ogni 23 aprile. Tale data è stata scelta in seguito all'istituzione della comunità autonoma di Castiglia e León quale giornata festiva ufficiale della comunità. La rivolta viene tuttora appropriata ad uso politico dai movimenti autonomisti castigliani; la sua popolarità ha avuto una notevole impulso attraverso il poema epico Los Comuneros, di Luis López Álvarez.

## Origini

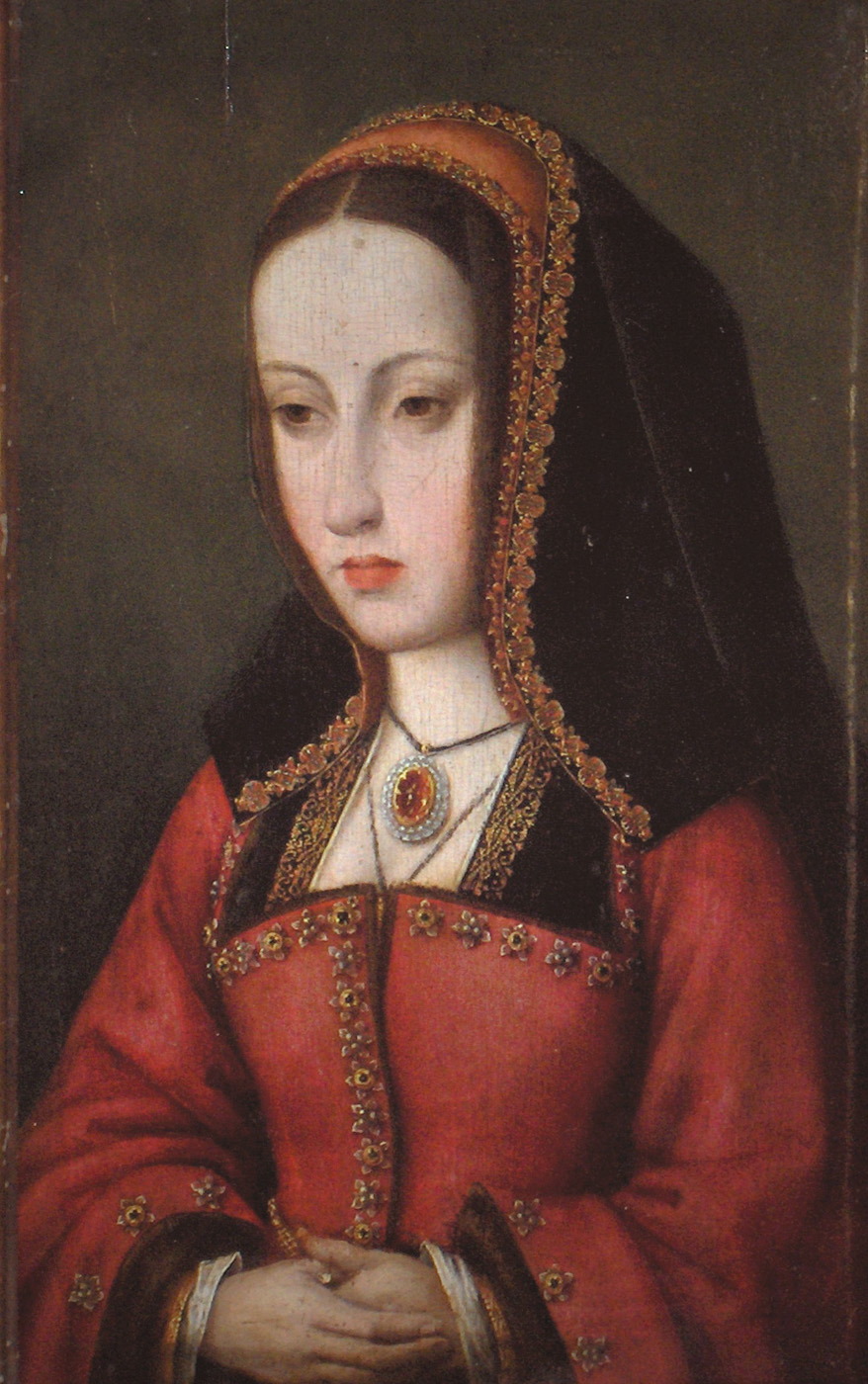
Ritratto di Giovanna di Castiglia, detta "la pazza", salita al trono nel 1504 dopo la morte della madre Isabella di Castiglia moglie di Ferdinando II d'Aragona

Un certo malcontento era diffuso già anni prima della rivolta. In Spagna, durante la seconda metà del XV secolo, si assistette a profondi cambiamenti politici, economici e sociali; la crescita economica aveva dato vita a nuove industrie urbane offrendo una via non legata all'aristocrazia per raggiungere il potere e la ricchezza. Il sostegno di queste nuova classe elitaria urbana rappresentava un presupposto fondamentale per la centralizzazione del potere di Ferdinando II d'Aragona e Isabella di Castiglia, fungendo da contrappeso all'aristocrazia terriera e al clero.
Tuttavia, con la morte di Isabella I e l'ascesa al trono di Giovanna di Castiglia nel 1504, questa alleanza tra governo nazionale e la nascente classe media vacillò. Il governo castigliano andò in decadenza ammalorato da corruzione e cattiva amministrazione. Il marito di Giovanna, Filippo I, regnò per breve tempo; alla sua morte avvenuta nel 1506 venne sostituito dall'arcivescovo Francisco Jiménez de Cisneros in qualità di reggente e poi dal vedovo di Isabella, Ferdinando, che governò dall'Aragona. La pretesa di quest'ultimo di continuare a governare la Castiglia come reggente dopo la morte della moglie, fu alquanto debole, ma al momento non esistevano alternative plausibili poiché il sovrano legittimo, la figlia Giovanna, era mentalmente inadatta a regnare da sola. La nobiltà terriera di Castiglia approfittò del debole e corrotto Consiglio Reale per espandere illegalmente il proprio dominio grazie ad eserciti privati davanti ad un governo inerte. In questa situazione, le città sottoscrissero patti di mutua difesa, facendo affidamento l'una sull'altra piuttosto che sul governo nazionale.
I conti economici di Castiglia e Aragona erano in cattive condizioni da tempo. Il governo aveva espulso gli ebrei nel 1492 e i musulmani di Granada nel 1502, mosse che minarono i commerci e gli affari. Per pagare le truppe utilizzate nella reconquista, Ferdinando e Isabella, erano stati costretti a prendere in prestito denaro e da allora le spese militare erano costantemente aumentate. Per mantenere la stabilità nella città di Granada, da poco conquista, era necessario dislocare un gran numero di truppe che fronteggiassero le minacce di rivolta dei maltrattati moriscos (ex musulmani convertiti al cristianesimo) e dalle frequenti incursioni navali dei popoli musulmani delle coste del Mediterraneo. Inoltre, nel 1512 Ferdinando aveva invaso e occupato la parte iberica della Navarra e forze militari erano imprescindibili per presidiarla contro le rivolte navarresi e gli eserciti francesi. Rimaneva, dunque, pochissimo denaro per pagare l'esercito in Castiglia propriamente detto reale, per non parlare del dover onorare i debiti contratti con l'estero. La diffusa corruzione nel governo alla morte di Isabella aveva contribuito a peggiorare il dissesto di bilancio.

### Successione di Carlo

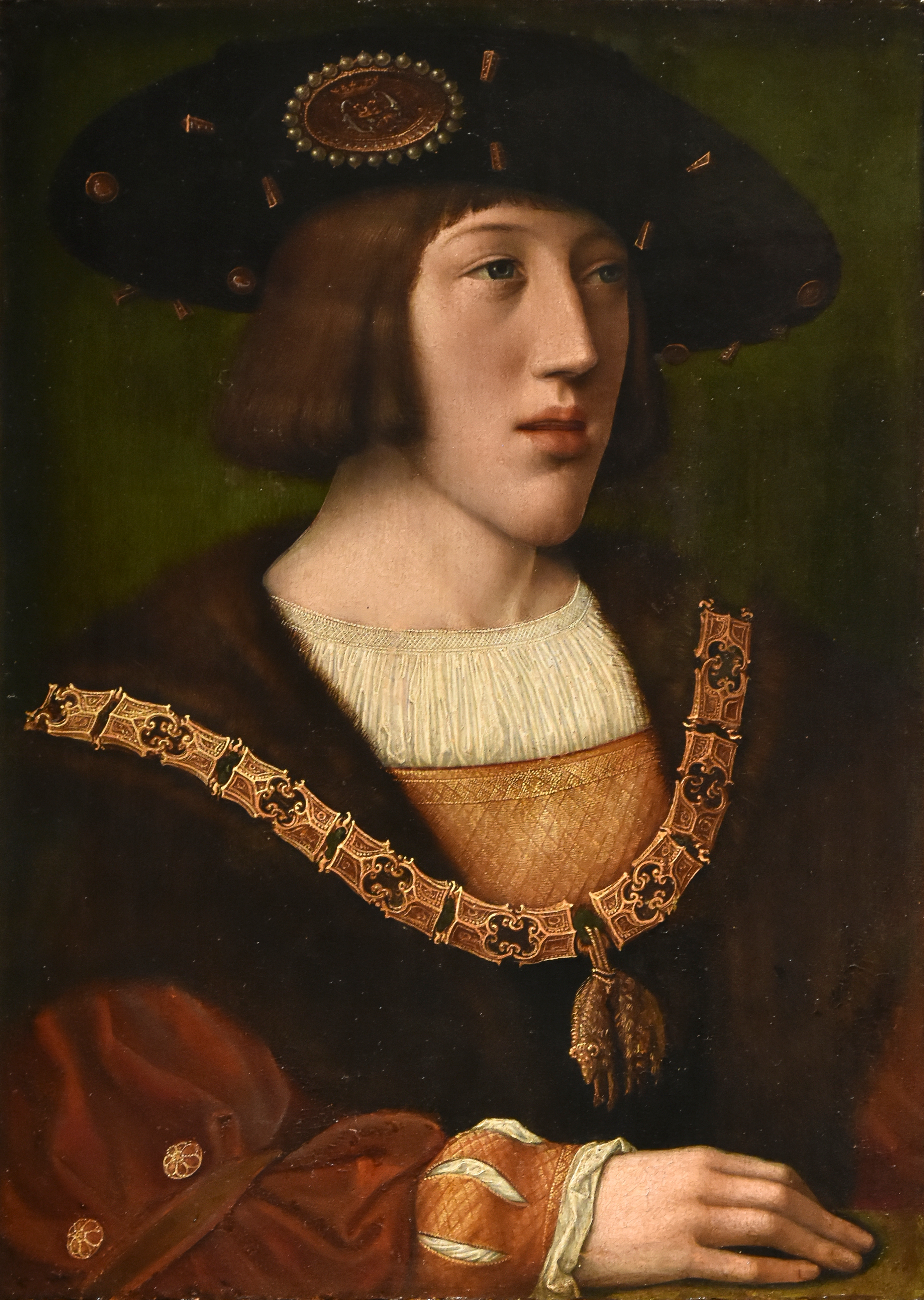
Un ritratto del 1516 di un giovane re Carlo I di Castiglia e Aragona, poi imperatore del Sacro Romano Impero con il nome di Carlo V, realizzato da Bernard van Orley. Carlo avrebbe governato uno dei più grandi imperi della storia europea, comprendente la Borgogna e i Paesi Bassi ereditati dal padre Filippo; la Castiglia, Aragona e Napoli da sua madre Giovanna; e da suo nonno Massimiliano I e a seguito della sua elezione nel 1519 a Sacro Romano Imperatore, Germania, Austria e gran parte dell'Italia settentrionale.

Nel 1516 morì Ferdinando. L'unico erede rimasto era il nipote di Ferdinando e Isabella, Carlo, che quindi divenne re Carlo I di Castiglia e Aragona in coreggenza con la madre Giovanna. Carlo crebbe nelle Fiandre, la patria di suo padre Filippo, e conosceva a malapena il castigliano. Il suo popolo lo accolse con scetticismo, ma nel contempo confidava che potesse garantire la stabilità della nazione. Con il suo arrivo verso la fine del 1517, la corte fiamminga assunse posizioni di potere in Castiglia; il giovane Carlo si fidava infatti solo di persone che conosceva originarie dei Paesi Bassi. Tra le decisioni più controverse vi fu la nomina del ventenne Guillaume de Croÿ ad arcivescovo di Toledo. L'Arcivescovado era una carica molto importante e prima era occupata dall'arcivescovo Cisneros, l'ex reggente del paese. Sei mesi dopo il suo governo, il malcontento ribolliva apertamente tra tutto il popolo, tra ricchi e poveri. Anche alcuni monaci cominciarono ad agitarsi, denunciando nei loro sermoni l'opulenza della corte reale, dei fiamminghi e della nobiltà. Una delle prime proteste pubbliche comportò l'affissione nelle chiese di cartelli con scritto:
Nel 1519 morì il nonno paterno di Carlo, l'imperatore del Sacro Romano Impero Massimiliano I d'Asburgo e si dovette indire una nuova elezione per scegliere il suo successore. Carlo intraprese una campagna aggressiva per ottenere la nomina, gareggiando con il re Francesco I di Francia nella corruzione del maggior numero di principi elettori. Alla fine fu Carlo I a vincere le elezioni, diventando l'imperatore Carlo V e cementando il potere della Casa d'Asburgo. Si preparò, dunque, a spostarsi in Germania per prendere possesso dei suoi nuovi domini nel Sacro Romano Impero.

### Nuove tasse: LeCortesdi Santiago e La Coruña
Il mantenimento della viziosa corte fiamminga e gli ingenti capitali spesi per comprare i voti dell'elezione imperiale, costata questa oltre 1 milione di fiorini, Carlo aveva messo in profonda crisi le casse reali. Per far fronte alla situazione si pensò di aumentare la tassazione, ma qualsiasi nuova imposizione fiscale doveva essere approvata dalle Cortes (l'organo parlamentare della Castiglia). Così, alla fine di marzo 1520, Carlo le convocò a Santiago de Compostela assicurandosi che queste avessero solo un potere limitato e tentò inoltre di inserire in esse dei rappresentanti flessibili facilmente corruttibili. L'opposizione chiese tuttavia che fossero ascoltate le loro lamentele prima che venisse concessa qualsiasi nuova tassa.
Un gruppo di chierici fece presto circolare, in segno di protesta contro il re, una dichiarazione in cui venivano presentati tre punti: qualsiasi nuova tassa dovrebbe essere respinta; bisogna abbracciare la Castiglia e respingere l'Impero straniero; se il re non dovesse tenere conto dei suoi sudditi, le stesse Comunidades dovrebbero difendere gli interessi del regno. Fu la prima volta che la parola comunidades (comunità, comuni) veniva usata per indicare il popolo indipendente, e in seguito verrà utilizzata anche per i consigli che andranno a formarsi.
A questo punto, la maggior parte dei membri delle Cortes a Santiago intendeva votare contro i dazi e le tasse richiesti dal re; In risposta, Carlo decise, il 4 aprile, di sospendere il lavoro della assemblee, convocandole nuovamente il 22 aprile a La Coruña, questa volta facendo approvare le sue richieste. Il 20 maggio si imbarcò per la Germania e lasciò come reggente dei suoi possedimenti spagnoli il suo ex precettore, Adriano di Utrecht (meglio conosciuto come il futuro papa Adriano VI).

## L'inizio della rivolta

### Ribellione a Toledo

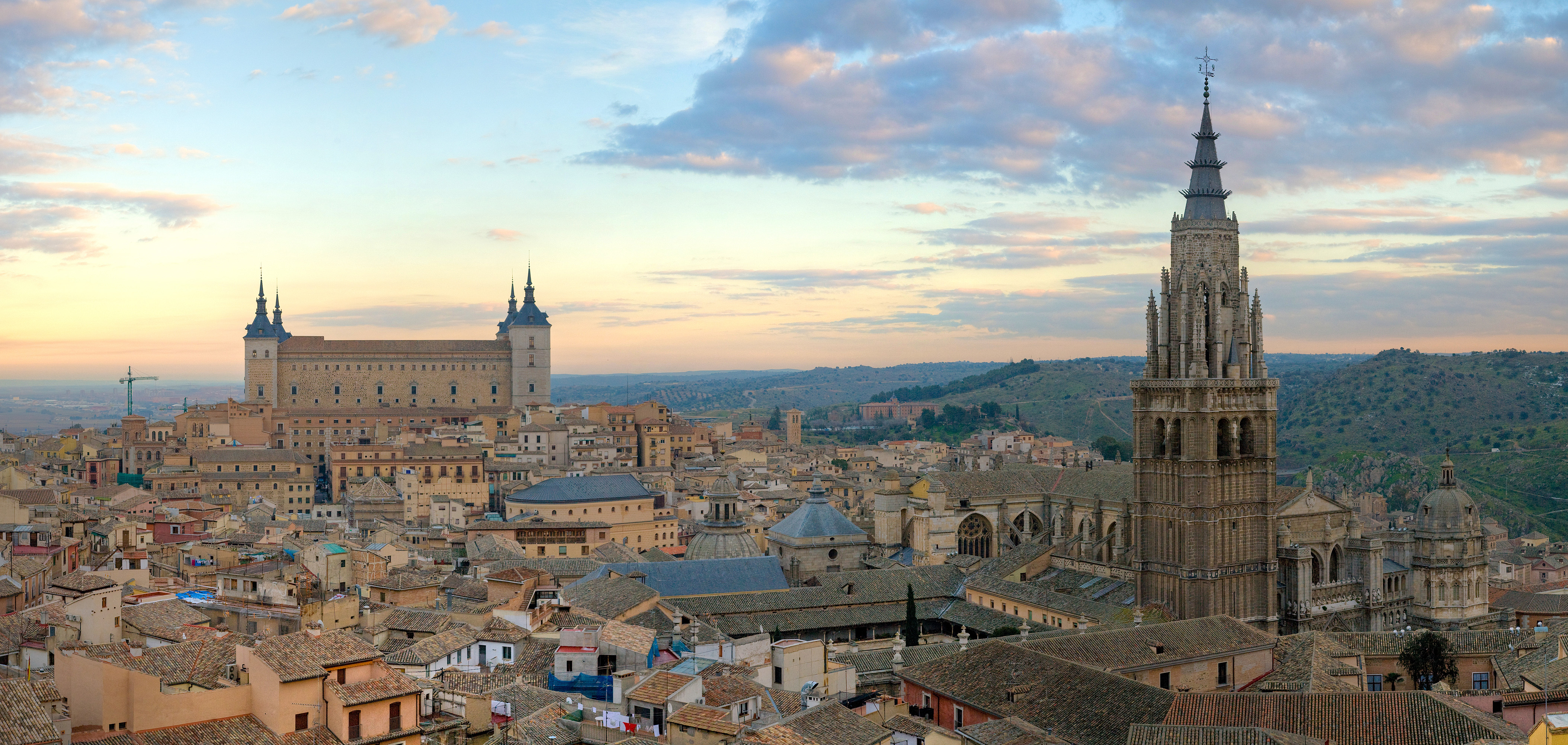
Toledo, sede della prima Comunidad

Nell'aprile del 1520, il clima sociale nella città di Toledo era già instabile. Il consiglio comunale era stato in prima linea nelle proteste contro la possibilità che Carlo diventasse imperatore del Sacro Romano Impero. A tal proposito avevano denunciato le ingenti spese che la Castiglia avrebbe dovuto sostenere a breve tempo e avevano messo in dubbio il ruolo del regno in questo nuovo quadro politico, data la possibilità che diventasse una mera provincia imperiale.

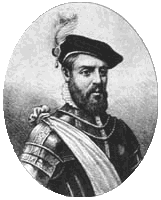
Juan López de Padilla, capo della Comunidad di Toledo

La situazione scoppiò quando il governo regio inviò i più radicali consiglieri comunali lontano dalla città, con l'intenzione di sostituirli con personalità maggiormente controllabili. L'ordine era arrivato il 15 aprile; un giorno dopo, mentre i consiglieri si preparavano a partire, una grande folla contraria si ribellò e cacciò invece i consiglieri voluti da Carlo. Fu eletto un comitato cittadino sotto la guida di Juan López de Padilla e Pedro Laso de la Vega, che si autodefinirono Comunidad. Il 21 aprile i restanti consiglieri furono cacciati dalle fortificazioni dell'Alcázar di Toledo.
Dopo la partenza di Carlo per la Germania, le rivolte si moltiplicarono nelle città della Castiglia centrale, soprattutto dopo l'arrivo dei rappresentanti che avevano votato "sì" alle imposte richieste da Carlo. Segovia fu teatro dei primi e dei più violenti incidenti; il 30 maggio una folla di lanaioli uccise due amministratori e il legislatore della città, in quanto entrambi avevano votato a favore. Incidenti di dimensioni simili si verificarono anche a Burgos e Guadalajara, mentre in altre, come a León, Avila e Zamora, si ebbero episodi più lievi.

### Proposte per obiettivi più ampi
Con un diffuso malcontento in circolazione, l'8 giugno il consiglio di Toledo suggerì alle città con un voto nelle Cortes di tenere una riunione d'emergenza da cui scaturirono cinque obiettivi:
- Annullare le imposte votate alle Cortes di La Coruña.
- Un ritorno al sistema di tassazione locale dell'encabezamiento.
- Riservare posizioni ufficiali e benefici ecclesiastici ai castigliani.
- Proibire l'uscita di denaro dal regno per finanziare gli affari esteri.
- Designare un castigliano che guidi il regno in assenza del re.

Queste affermazioni, specialmente le prime due, si diffusero rapidamente nella società. Cominciarono a circolare idee anche per destituire il re modificando l'ordinamento del regno; i capi di Toledo prospettarono la possibilità di trasformare le città di Castiglia in libere città indipendenti, similmente ai casi di Genova e di altre repubbliche marinare italiane. Proposte concorrenti suggerivano di mantenere la monarchia, ma di detronizzare Carlo di sostituirlo con sua madre, la regina Giovanna, o da suo fratello Ferdinando, nato in Castiglia. Con queste idee, la rivolta si spostò da semplice protesta contro la tassazione a una rivoluzione più ampia. Molte città, pur non essendo del tutto in rivolta, smisero di inviare tributi al Consiglio Reale e iniziarono ad autogovernarsi.

## Espansione della rivolta

### Blocco di Segovia

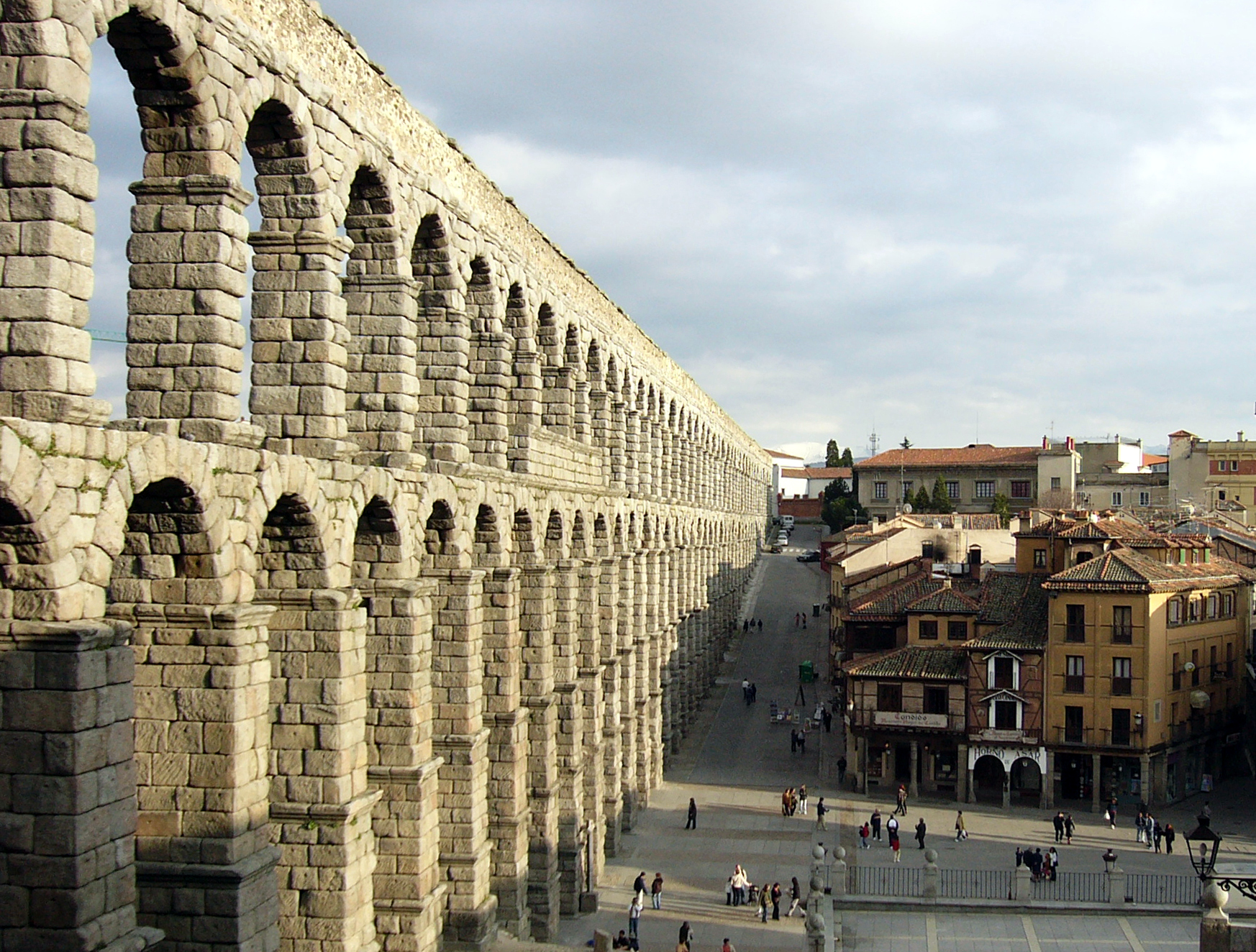
Segovia, la città che fece da teatro per il primo scontro armato tra comuneros e realisti

Il 10 giugno la situazione precipitò avvicinandosi al conflitto armato. Rodrigo Ronquillo venne inviato a Segovia dal Consiglio Reale per indagare sul recente omicidio del consigliere locale ma, arrivato in città, si vede negare l'ingresso. Incapace di mettere sotto assedio una città di 30 000 abitanti disponendo di solo una piccola forza, Ronquillo decise invece di bloccare l'ingresso di generi alimentari e altri rifornimenti. Il popolo di Segovia, guidato dal capo della milizia, il nobile Juan Bravo, si radunò intorno alla Comunidad, chiedendo aiuto militare alle Comunidades di Toledo e Madrid per fronteggiare l'esercito di Ronquillo. Le città risposero inviando le loro milizie, comandate da Juan López de Padilla e Juan de Zapata, che conseguirono il primo grande scontro tra le forze del re e i ribelli.

### La Giunta di Ávila
Altre città seguirono presto l'esempio di Toledo e Segovia, deponendo i loro governi. Una giunta rivoluzionaria, La Santa Junta de las Comunidades ("Santa Assemblea delle Comunità"), tenne la sua prima sessione ad Avila e si dichiarò governo legittimo deponendo il Consiglio Reale. Padilla fu nominato capitano generale e le truppe furono assemblate. Tuttavia, all'inizio solo quattro città inviarono rappresentanti: Toledo, Segovia, Salamanca e Toro.

### Incendio di Medina del Campo

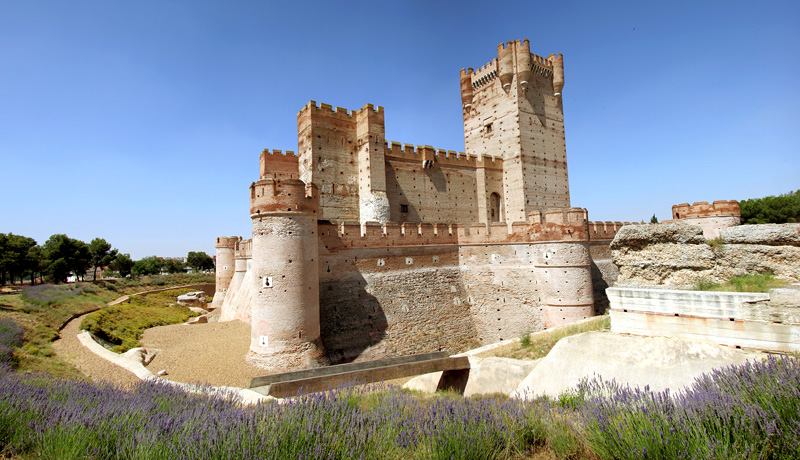
Il Castillo de la Mota di Medina del Campo

Di fronte alla situazione a Segovia, il cardinale e reggente Adriano di Utrecht decise di ricorrere l'artiglieria, stanziata nella vicina Medina del Campo, al fine di prendere Segovia e sconfiggere Padilla. Adriano ordinò, quindi, al suo comandante Antonio de Fonseca di impadronirsi dell'artiglieria ed egli arrivò il 21 agosto a Medina, dove incontrò una forte resistenza da parte dei cittadini, poiché la città aveva forti legami commerciali con Segovia. Fonseca ordinò di accendere un fuoco per distrarre la resistenza, ma presto divenne fuori controllo. Gran parte della città ne fu distrutta, compreso un monastero francescano e un magazzino commerciale contenente merci per un valore di oltre 400 000 ducati. Fonseca dovette ritirare le sue truppe; ciò rappresentò un disastro di pubbliche relazioni per il governo.
Come conseguenza, si verificarono rivolte in tutta la Castiglia, anche in città che in precedenza erano dichiarate neutrali, come avvenne nella capitale castigliana, Valladolid. Ora nuovi membri si unirono alla Giunta di Ávila e il Consiglio reale sembrò screditato; Adriano dovette fuggire a Medina de Rioseco quando Valladolid cadde. L'esercito reale, con molti dei suoi soldati non pagati da mesi, iniziò a disgregarsi.

### La Giunta di Tordesillas

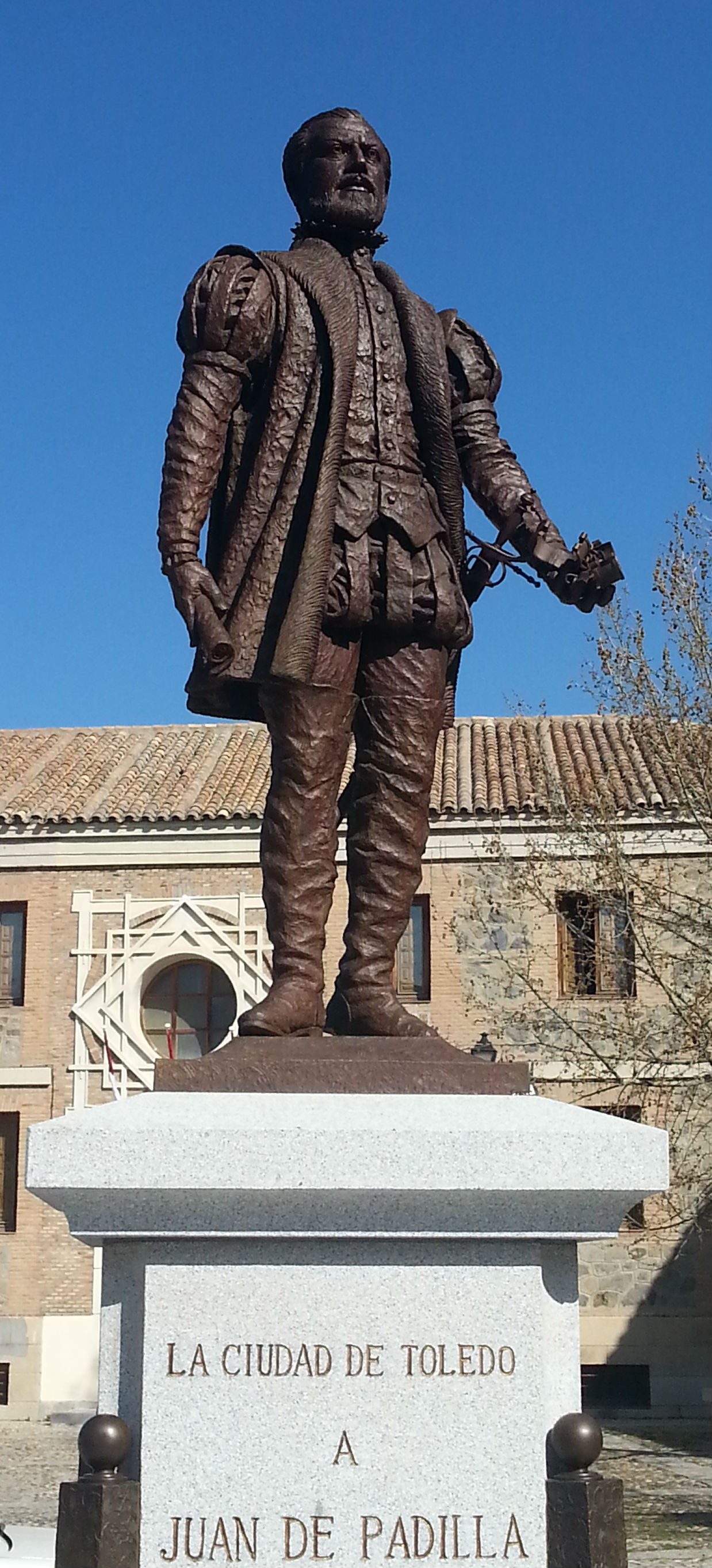
Scultura di bronzo di Juan de Padilla a Toledo

L'esercito comunero ora poté organizzarsi correttamente, integrando le milizie di Toledo, Madrid e Segovia. Una volta informato dell'attacco di Fonseca, le forze comunero si recarono a Medina del Campo e presero possesso dell'artiglieria che era stata negata alle truppe di Fonseca. Il 29 agosto, arrivarono a Tordesillas con l'obiettivo di dichiarare la regina Giovanna unica sovrana. La Giunta si trasferì da Ávila a Tordesillas su richiesta della stessa regina e invitò le città che non avevano ancora inviato rappresentanti a farlo. Nella Cortes di Tordesillas erano rappresentate tredici città: Burgos, Soria, Segovia, Ávila, Valladolid, León, Salamanca, Zamora, Toro, Toledo, Cuenca, Guadalajara e Madrid. Le uniche città invitate che avevano deciso di non partecipare erano le quattro andaluse: Siviglia, Granada, Cordova e Jaén. Poiché la maggior parte del regno era rappresentata a Tordesillas, la Giunta si ribattezzò "Cortes y Junta General del Reino" ("Assemblea generale del regno"). Il 24 settembre 1520, la regina Giovanna la pazza, per l'unica volta, presiedette le Cortes.
I rappresentanti incontrarono la regina Giovanna e le spiegarono lo scopo delle Cortes: proclamare la sua sovranità e restituire al regno la stabilità perduta. Il giorno successivo, il 25 settembre, le Cortes emisero una dichiarazione in cui si impegnavano ad usare le armi se necessario a difendere qualsiasi città fosse minacciata. Il 26 settembre, la Cortes di Tordesillas si dichiarò il nuovo governo legittimo e accusò il Consiglio Reale. Nel corso della settimana, terminata il 30 settembre, tutte le città rappresentate prestarono i loro giuramenti di reciproca difesa. Il governo rivoluzionario aveva ora struttura e mano libera per agire, con il Consiglio Reale ancora inefficace e confuso.

### Geografia della ribellione

I ribelli erano più forti nell'altopiano centrale della Spagna; i realisti controllavano l'Andalusia nel sud e la Galizia nel nord. L'Aragona era già occupata nella ribellione delle Germanies e la Navarra venne occupata dalle truppe castigliane che difendevano dal ritorno del re navarrese e dei francesi. Le città ribelli sono in viola; quelle realiste in verde; le città con entrambi gli elementi presenti o quelle che hanno vacillato sono in entrambi i colori.

I comuneros erano particolarmente forti nell'altopiano centrale della penisola iberica, così come in altri luoghi sparsi come a Murcia. I ribelli cercarono di proporre le loro idee rivoluzionarie al resto del regno, ma senza incontrare molto successo. Ci sono stati pochi tentativi di ribellione altrove, come in Galizia, a nord-ovest o in Andalusia, a sud.
Alcune Comunidade nel sud furono istituite a Jaén, Úbeda e Baeza, le uniche in Andalusia, ma con il tempo vennero ricondotte ai monarchici. Murcia rimase con la causa ribelle, ma non si coordinò con la Giunta e la ribellione ebbe un carattere più simile alla vicina ribellione delle Germanies accaduta a Valencia in Aragona. In Estremadura a sud-ovest, la città di Plasencia si unì alle Comunidades, ma il suo intervento fu reso inefficace dalla stretta vicinanza di altre città monarchiche come Ciudad Rodrigo e Cáceres. Si può tracciare una stretta correlazione tra le scarse fortune economiche dei vent'anni precedenti e la ribellione; La Castiglia centrale aveva sofferto di crisi agricole e altre difficoltà finanziarie sotto il Consiglio Reale, mentre l'Andalusia era relativamente prospera grazie al suo commercio marittimo. I capi andalusi temevano anche che nell'instabilità di una guerra civile, i Moriscos di Granada avrebbero colto l'occasione di ribellarsi.

## Risposta popolare e governativa

### La svolta dei nobili

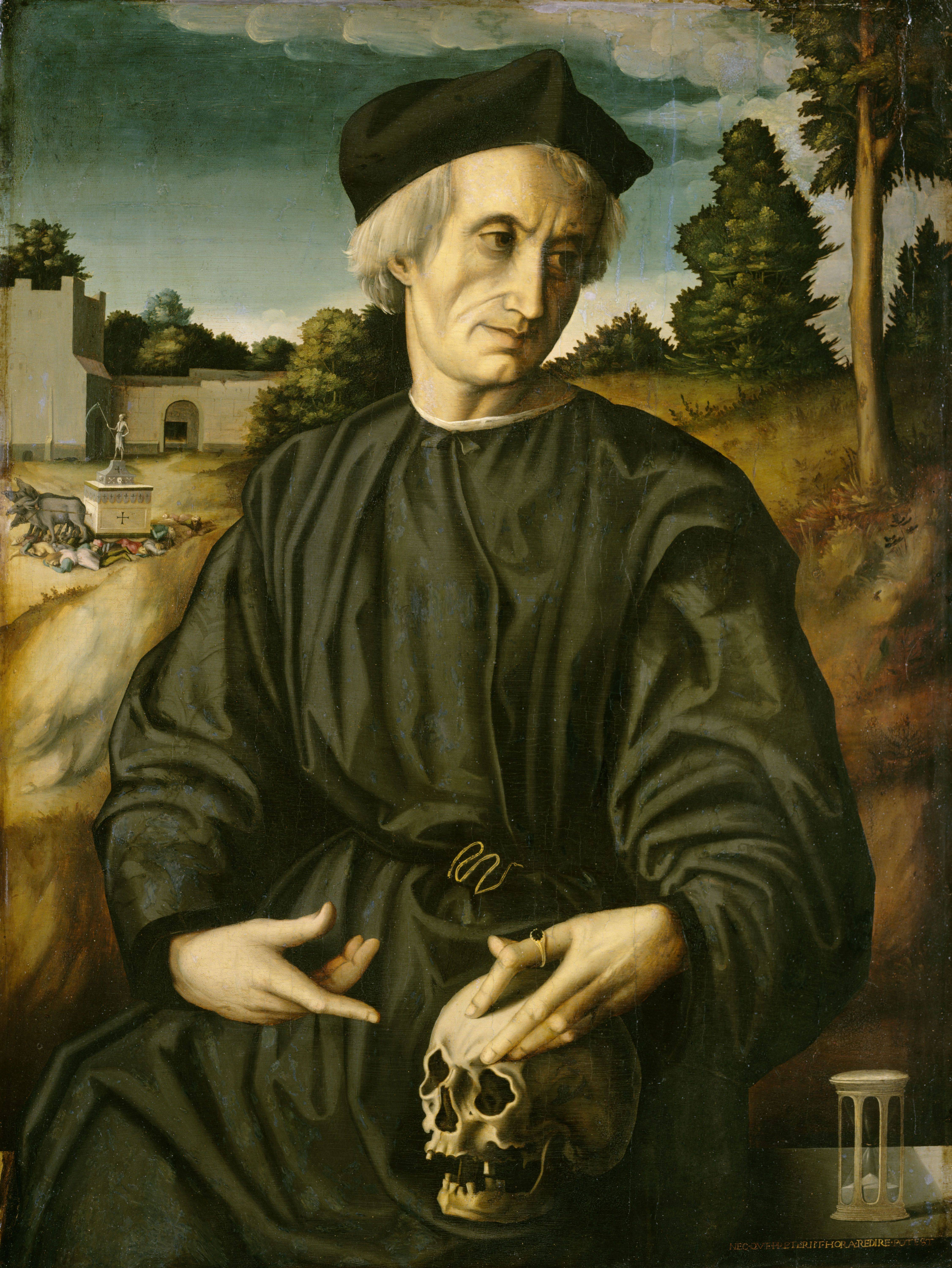
Adriano di Utrecht, futuro Papa Adriano VI, considerato un reggente efficace nonostante la difficile situazione, guidò il reclutamento della nobiltà dalla parte dei monarchici.

Il crescente successo dei comuneros spinse il popolo ad accusare i membri del vecchio governo di complicità con gli abusi reali. Le proteste attaccarono anche la nobiltà terriera, molta della quale aveva preso illegalmente proprietà durante il regno dei reggenti e dei re deboli dopo la morte di Isabella. A Dueñas, i vassalli del conte di Buendía si ribellarono il 1º settembre 1520, incoraggiati da monaci ribelli. A questa rivolta ne seguirono altre di analoga natura antifeudale. La direzione dei comuneros fu costretta a prendere posizione su queste nuove ribellioni; riluttante ad approvarli apertamente, la Giunta inizialmente li denunciò, ma non fece nulla per opporvisi. Le dinamiche dell'insurrezione mutarono così profondamente, tanto che potevano ormai mettere a repentaglio lo status dell'intero sistema feudale. I nobili erano stati in precedenza in qualche modo simpatizzanti della causa come conseguenza della loro perdita di privilegi a favore del governo centrale. Tuttavia, questi nuovi sviluppi portano a un drammatico calo del sostegno ai comuneros da parte degli aristocratici, spaventati dagli elementi più radicali della rivoluzione.

### Risposta di Carlo I
In un primo momento, Carlo non sembrò cogliere l'entità della rivolta, tanto da continuare a d esigere i pagamenti delle imposte dalla Castiglia; con il governo ancora in arretrato, il cardinale Adriano di Utrecht trovò impossibile ottenere nuovi prestiti e,il 24 agosto, scrisse una lettera per mettere in guardia Carlo sulla gravità della situazione:
(Adriano di Utrecht)
Quando si rese conto che era in corso una rivoluzione a tutti gli effetti, Carlo rispose con vigore. Attraverso Adriano di Utrecht intraprese nuove iniziative politiche, come la cancellazione delle tasse concessa nelle Cortes di La Coruña. Più importante fu la nomina di due nuovi coreggenti castigliani: il connestabile di Castiglia, Íñigo Fernández de Velasco, II duca di Frías, e l'Ammiraglio di Castiglia, Fadrique Enríquez. Con ciò, assecondò due delle richieste più importanti dei ribelli. Inoltre, Adriano si avvicinò ai nobili per convincerli che i loro interessi ricadevano sul re. Il Consiglio Reale fu ristabilito nel feudo dell'ammiraglio Enríquez, Medina de Rioseco, permettendo allo stesso consiglio di essere più vicino alle città in rivolta e di rassicurare i sostenitori più scettici. Mentre l'esercito reale era ancora a pezzi, molti nobili fi alto rango mantenevano i propri eserciti mercenari ben addestrati; eserciti che con la recente radicalizzazione della rivolta avrebbero ora combattuto per il re.

## Organizzazione, finanziamenti e diplomazia
Le prime sconfitte politiche dei comuneros avvennero nell'ottobre del 1520. Il loro tentativo di utilizzare la regina Giovanna per legittimarsi non diede i frutti sperati, poiché ella bloccò le loro iniziative e si rifiutò di firmare qualsiasi editto. A loro volta, all'internodei comuneros iniziarono a sollevarsi voci di dissenso, soprattutto a Burgos, la cui vacillante posizione fu presto nota ai realisti e il Conestabile di Castiglia negoziò con il suo governo. Alla fine, il Consiglio Reale decretò una serie di concessioni significative a favore di Burgos in cambio della sua uscita dalla Giunta.
A seguito di ciò, il Consiglio Reale sperava che altre città avrebbero imitato Burgos lasciando pacificamente i Comuneros. Valladolid, l'ex sede del potere reale, era considerata particolarmente incline a cambiare schieramento; tuttavia troppi sostenitori del re avevano lasciato la politica cittadina e perso la loro influenza e quindi rimase sotto il controllo dei ribelli. L'ammiraglio di Castiglia continuò la sua campagna per convincere i Comuneros a tornare al governo reale ed evitare così una violenta soppressione. Questo atteggiamento nascondeva, in realtà, la grande carenza delle finanze del re.
Durante l'ottobre e il novembre 1520, entrambe le parti concordavano che sarebbe stata presto necessaria una conclusione militare e si dedicarono attivamente alla raccolta di fondi, al reclutamento di soldati e all'addestramento delle loro truppe. I Comuneros organizzarono le loro milizie nelle maggiori città e imponevano nuove tasse alle campagne; presero anche misure volte a eliminare gli sprechi, controllando regolarmente i loro tesorieri e allontanando quelli ritenuti corrotti. Il governo reale, che aveva perso gran parte delle sue entrate a causa della rivolta, cercò prestiti dal Portogallo e dai banchieri castigliani conservatori, che videro segnali rassicuranti nel cambio di fedeltà di Burgos.

## Battaglia di Tordesillas

### Controversie sul comando

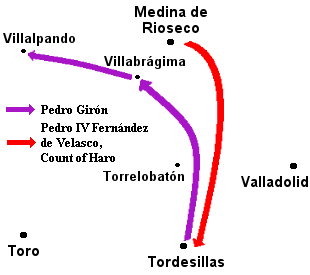
L'esercito reale, comandato dal figlio del connestabile di Castiglia, il conte di Haro Pedro Fernández de Velasco, era composto da 6000 fanti, 2100 cavalieri e 12-15 pezzi di artiglieria. La forza ribelle di Pedro Girón era più grande ma più lenta, con 10000 fanti, 900 cavalieri e 13 pezzi di artiglieria. La mancanza di cavalleria avrebbe rappresentato un grave problema nel corso delle operazioni.

Gradualmente, sia la città di Toledo che il suo capo Juan López de Padilla persero influenza all'interno della Giunta, sebbene Padilla fosse riuscito a mantenere la sua popolarità e prestigio tra la gente comune. All'interno delle Comunidades emersero due nuove figure, Pedro Girón e Antonio Osorio de Acuña; Girón fu uno dei nobili più potenti a sostegno dei Comuneros; si ritiene che la sua ribellione fosse derivata dal rifiuto, un anno prima della guerra, di Carlo di concedere a Girón il prestigioso Ducato di Medina Sidonia. Antonio de Acuña era il vescovo di Zamora ed era anche il capo della Comunidad di Zamora e del suo esercito, che comprendeva più di 300 sacerdoti.
Dal lato monarchico, i nobili non riuscivano a mettersi d'accordo su quale tattica adottare. Alcuni preferirono sfidare direttamente i ribelli in combattimento, mentre altri come il Conestabile di Castiglia preferirono una tattica più attendista comprendente la costruzione di fortificazioni difensive. L'ammiraglio di Castiglia preferì negoziare ed esaurire prima tutte le possibili opzioni pacifiche. La pazienza, tuttavia, cominciò a scarseggiare; gli eserciti erano costosi da mantenere una volta riuniti e alla fine di novembre 1520, entrambi gli schieramenti presero posizione tra Medina de Rioseco e Tordesillas: uno scontro era oramai inevitabile.

### Presa di Tordesillas
Con Pedro Girón al comando, l'esercito dei Comuneros avanzò su Medina de Rioseco, seguendo gli ordini della Giunta. Girón stabilì il suo quartier generale a Villabrágima, una città a soli 8 chilometri dall'esercito monarchico. I realisti occuparono i villaggi vicini per tagliare le linee di comunicazione con gli altri Comuneros.
Questa situazione continuò fino al 2 dicembre, quando Girón, apparentemente pensando che l'esercito reale sarebbe rimasto trincerato, spostò le sue forze a ovest nella piccola città di Villalpando. La città si arrese il giorno successivo senza opporre resistenza e le truppe iniziarono a saccheggiare i possedimenti della zona. Tuttavia, con questo movimento, i Comuneros lasciarono completamente sguarnita la strada per Tordesillas e l'esercito reale approfittò dell'errore, marciando la notte del 4 dicembre riuscì ad occupare Tordesillas il giorno successivo. Il piccolo presidio ribelle fu sopraffatto.
La caduta di Tordesillas segnò una grave sconfitta per i Comuneros che persero la regina Giovanna e con lei la loro pretesa di legittimità. Inoltre, tredici rappresentanti della Giunta furono imprigionati, mentre altri riuscirono a fuggire. Il morale tra i ribelli cadde e molte critiche rabbiose furono rivolte a Pedro Girón per la sua manovra e per il suo fallimento nel tentativo di riprendere Tordesillas o catturare Medina de Rioseco. Girón fu, quindi, costretto a dimettersi dal suo incarico e a ritirarsi dal conflitto.

## Eventi di dicembre e gennaio

### Riorganizzazione deiComuneros
Dopo la perdita di Tordesillas, i Comuneros si runirono a Valladolid. La Giunta si riunì il 15 dicembre, ma con solo undici città rappresentate su un totale di quattordici. I rappresentanti di Soria e Guadalajara non avevano fatto ritorno e Burgos si era già staccata precedentemente. Valladolid divenne la terza capitale dei ribelli, dopo Ávila e Tordesillas.
La situazione era peggiore per l'esercito, con un gran numero di diserzioni verificatesi a Valladolid e Villalpando. Ciò costrinse i ribelli a intensificare le loro campagne di reclutamento, specialmente a Toledo, Salamanca e nella stessa Valladolid. Con queste nuove reclute e l'arrivo di Juan de Padilla a Valladolid, l'apparato militare ribelle fu ricostruito e il morale ne fu rafforzato. All'inizio del 1521, i Comuneros si prepararono per una guerra totale, nonostante si registrassero disaccordi al loro interno. Alcuni suggerivano di cercare una soluzione pacifica, mentre altri ritenevano necessario continuare la guerra. Coloro che erano favorevoli al proseguimento delle operazioni militare erano, a loro volta, divisi tra due strategie: occupare Simancas e Torrelobatón, una proposta meno ambiziosa sostenuta da Pedro Laso de la Vega; o assediare Burgos, opzione preferita da Padilla.

### Iniziative militari a Palencia e Burgos

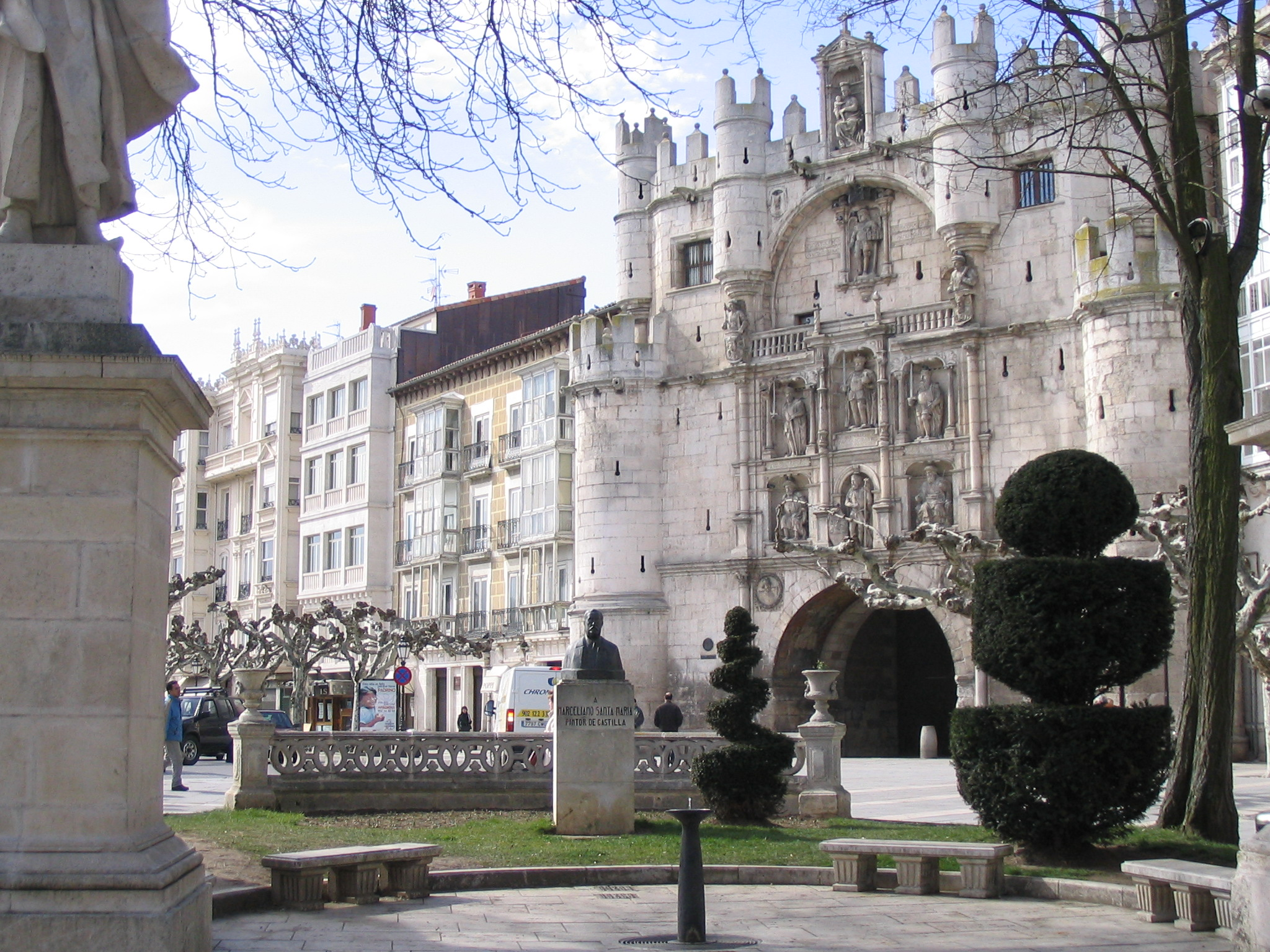
Arco de Santa María a Burgos, una delle poche città fedeli al re dell'altopiano iberico

Nell'estremo nord della Castiglia, l'esercito ribelle iniziò una serie di operazioni condotte da Antonio de Acuña, vescovo di Zamora. Egli aveva ricevuto ordini dalla Giunta il 23 dicembre affinché tentasse di sollevare una ribellione a Palencia con lo scopo di espellere i realisti, riscuotere le tasse per conto della stessa Giunta e creare un'amministrazione simpatizzante della causa Comuneros. L'esercito di Acuña portò a termine una serie di incursioni nell'area intorno a Dueñas, raccogliendo più di 4 000 ducati e fomentando i contadini. All'inizio del 1521 fece ritorno a Valladolid per poi tornare a Dueñas il 10 gennaio per dare iniio ad una grande offensiva contro i nobili di Tierra de Campos. Le terre e i possedimenti dei nobili furono completamente devastati.
A metà gennaio, Pedro de Ayala, conte di Salvatierra, si unì ai Comuneros e organizzò un esercito di circa duemila uomini con cui iniziò a fare razzie nel nord della Castiglia. Nelle vicinanze, i cittadini di Burgos attendevano l'adempimento degli impegni assunti dal cardinale Adriano di Utrecht a seguito della loro adesione alla fazione monarchica avvenuta due mesi prima; la lentezza nella risposta portò all'insoddisfazione e all'incertezza nella città. Ayala e Acuña, consapevoli di questa situazione, decisero di assediare Burgos, il primo dal nord e il secondo dla sud. Cercarono anche di minare le difese incoraggiando una rivolta degli abitanti di Burgos.

### Risposta realista
Sempre in Germania, Carlo V emanò l'Editto di Worms del 17 dicembre 1520 (da non confondere con l'Editto di Worms del 25 maggio 1521, contro Martin Lutero), con cui si condannavano 249 membri di spicco della Comunidad. Per i ribelli laici, la punizione era la morte; per il clero erano invece previste pene più leggere. Allo stesso modo, l'editto dichiarava anche che coloro che sostenevano le Comunidades erano traditori, sleali, ribelli e infedeli.
La mossa successiva del Consiglio Reale fu l'occupazione di Ampudia a Palencia, città fedele al Conte di Salvatierra. La Giunta mandò Padilla ad incontrare Acuña; le loro forze unite assediarono l'esercito reale al castello di Mormojón che, al calar della notte, si ritirò costringendo la città a rendere omaggio per evitare di essere saccheggiata. Ampudia venne recuperata il giorno successivo, il 16 gennaio.
Nel frattempo, la ribellione a Burgos prevista per il 23 gennaio si rivelò un fallimento a causa dello scarso coordinamento con l'esercito assediante; iniziata con due giorni di anticipo venne facilmente repressa. I Comuneros di Burgos dovettero arrendersi, e questa fu l'ultima ribellione che si vide in Castiglia.

## Campagne dei ribelli dell'inizio del 1521

### La decisione di Padilla sulla prossima mossa dei ribelli

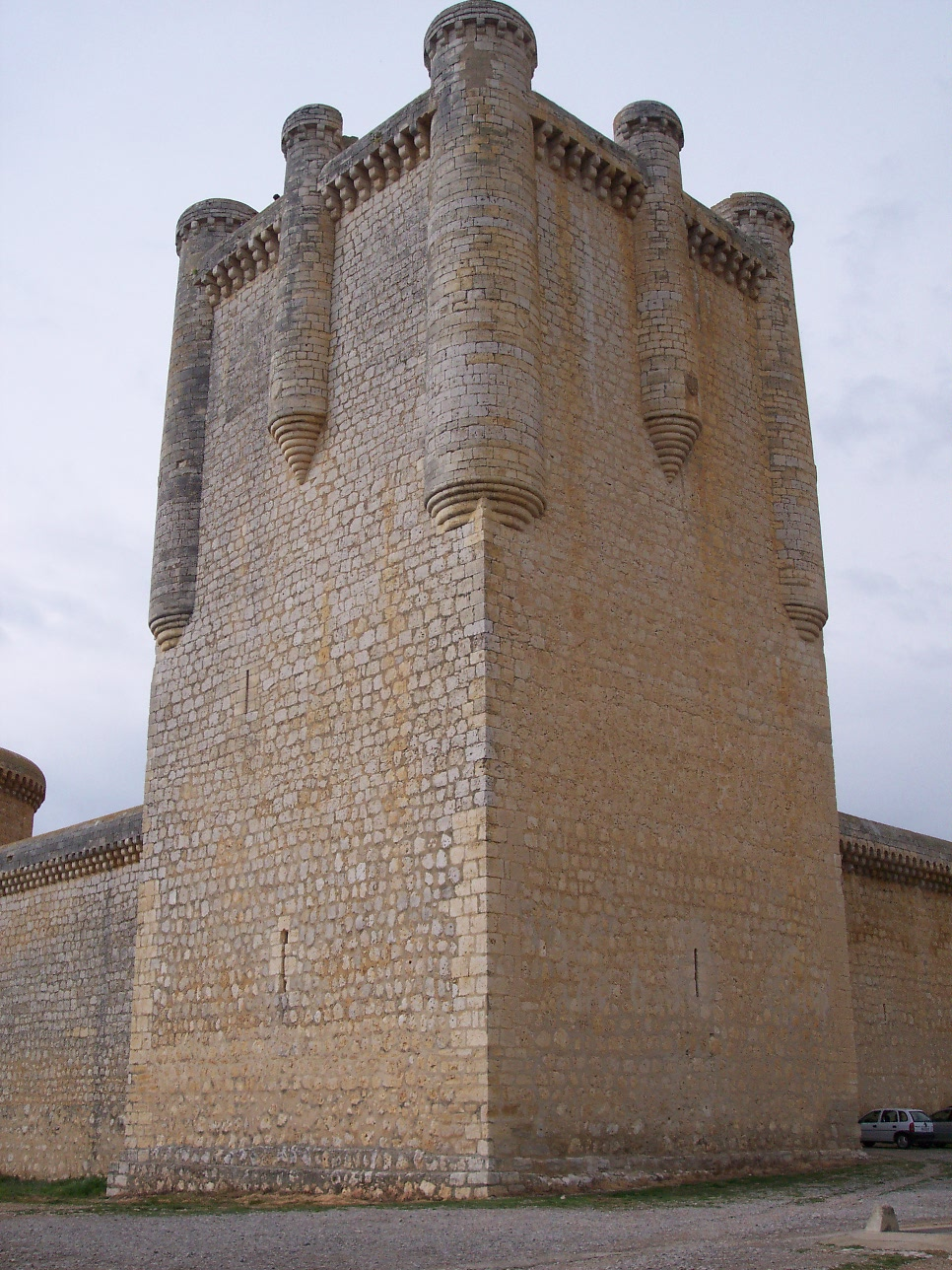
La presa del castello di Torrelobatón, edificato nel XIV secolo, fu una vittoria estremamente necessaria per i comuneros.

Dopo aver abbandonato l'assedio di Burgos a causa del fallimento della sua rivolta, Padilla decise di far ritrono a Valladolid, mentre Acuña optò per riprendere le sue schermaglie e molestare le proprietà dei nobili intorno a Tierra de Campos. Con questa serie di azioni, Acuña intendeva distruggere o occupare le case delle personalità più di spicco della zona. I ribelli si erano, in quel momento, messi completamente contro il sistema feudale e questo fu uno degli aspetti che maggiormente contraddistinsero la seconda fase della ribellione.
Dopo le recenti battute d'arresto subite dai Comuneros, Padilla si rese conto che avevano bisogno di una vittoria per alzare il morale. Decise, quindi, di prendere Torrelobatón e il suo castello. Torrelobatón era una roccaforte a metà strada tra Tordesillas e Medina de Rioseco, oltre ad essere molto vicina a Valladolid. Prenderla avrebbe garantito ai ribelli un'eccellente fortezza da cui lanciare le operazioni militari e rimuovere la minaccia su Valladolid.

### Battaglia di Torrelobatón
Il 21 febbraio 1521 iniziò l'assedio di Torrelobatón. In inferiorità numerica, la città resistette per quattro giorni grazie alle sue mura. Il 25 febbraio i Comuneros entrarono in città e la sottoposero a un massiccio saccheggio come ricompensa per le loro truppe, solo le chiese furono risparmiate. Il castello riuscì a resistette per altri due giorni ma quando i Comuneros minacciarono di impiccare tutti gli abitanti, anche gli occupanti di questo dovettero arrendersi. I difensori riuscirono a stipulare un accordo con gli assalitori al fine di risparmiare metà dei beni contenuti all'interno del castello, evitando così ulteriori saccheggi.
La vittoria a Torrelobatón riuscì a sollevare gli animi della fazione ribelle preoccupando, nello stesso tempo, i realisti per la loro avanzata, esattamente come era nei piani di Padilla. La fede dei nobili nel cardinale Adriano fu nuovamente scossa, poiché fu accusato di non aver fatto nulla per evitare di perdere la città. Il Conestabile di Castiglia iniziò a inviare truppe nella zona di Tordesillas per contenere i ribelli e prevenire ulteriori avanzamenti.
Nonostante il rinnovato entusiasmo che serpeggiava tra i Comuneros, venne presa la decisione di rimanere nelle posizioni vicino a Valladolid senza sfruttare il momentaneo vantaggio o lanciare un nuovo attacco. Questo fece sì che molti dei soldati tornassero alle loro a, stanchi di aspettare stipendi e nuovi ordini. Questo problema si ripresentò alle forze dei Comunero per tutta la durata della guerra in quanto possedevano solo un esiguo contingente di soldati a tempo pieno e le loro milizie erano costantemente "dissolte e reclutate". Un serio tentativo di negoziare una fine pacifica della guerra fu tentato nuovamente dai moderati, ma fu vanificato dagli estremisti di entrambe le parti.
Nel nord, dopo il fallimento dell'assedio di Burgos a gennaio, il conte di Salvatierra riprese la sua campagna. Partì per provocare una rivolta a Merindades, patria del Conestabile di Castiglia, e assediò Medina de Pomar e Frías.

### La campagna meridionale di Acuña

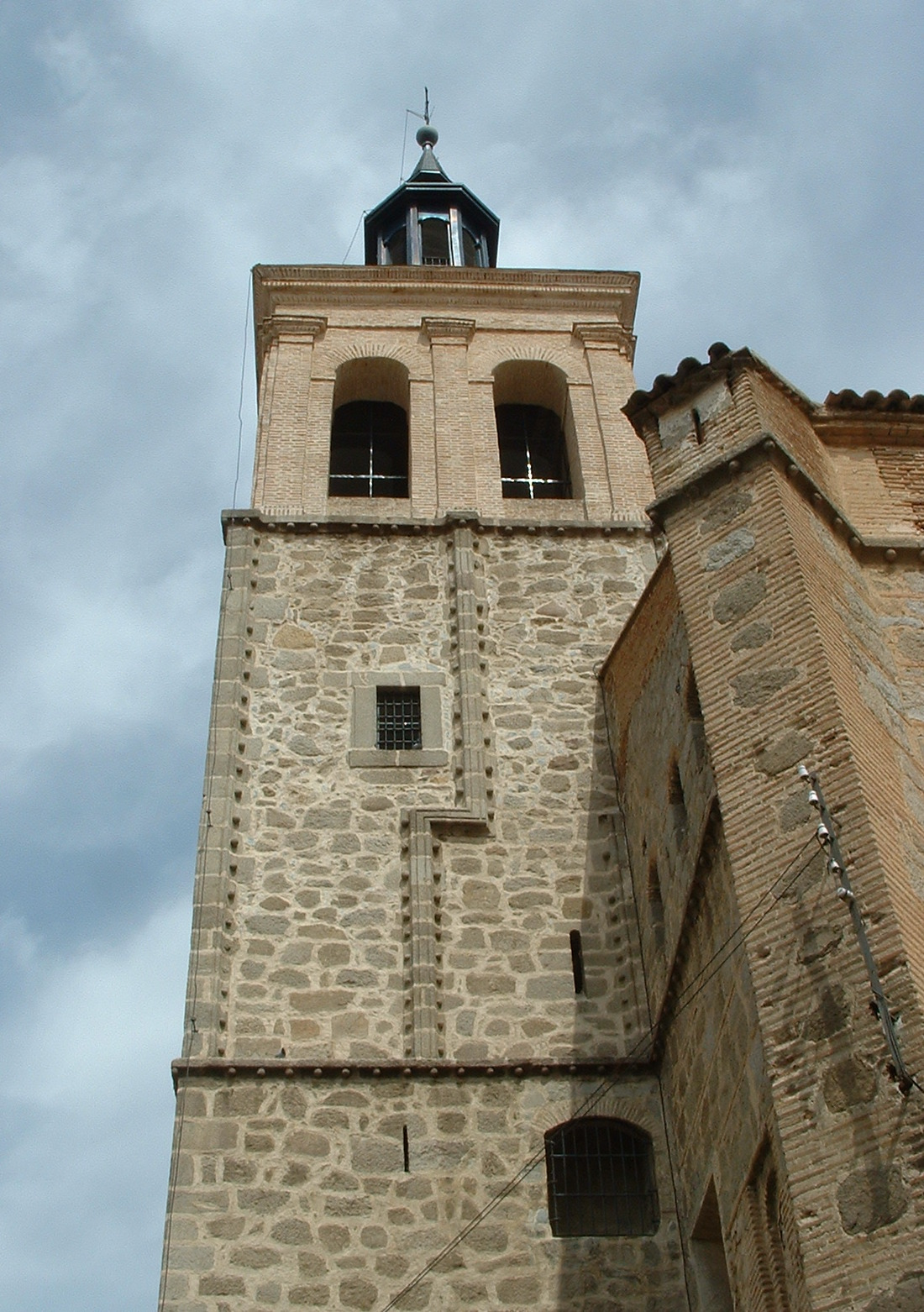
La Chiesa della Vergine dell'Altissima Grazia a Mora, completamente ricostruita dopo che le truppe realiste vi dettero fuoco.

Guillaume de Croÿ, il giovane arcivescovo fiammingo di Toledo nominato da Carlo, morì nel gennaio 1521 a Worms, in Germania. A Valladolid, la Giunta propose ad Antonio de Acuña di presentarsi come candidato alla posizione.
Acuña, allora, partì per Toledo nel mese di febbraio con una piccola forza sotto il suo comando; viaggiando verso sud dichiarò la sua imminente pretesa sull'arcidiocesi ad ogni villaggio che attraversava. Ciò suscitò entusiasmo tra la gente comune, che lo accolse con acclamazioni, ma anche sospetti nell'aristocrazia. Temevano che Acuña potesse attaccare i loro possedimenti come aveva fatto a Tierra de Campos. Il marchese di Villena Diego López Pacheco y Portocarrero e il duca dell'Infantado Diego Hurtado de Mendoza contattarono Acuña e lo persuasero a firmare un patto di reciproca neutralità.
Acuña dovette presto confrontarsi con Antonio de Zúñiga, nominato da poco comandante dell'esercito monarchico nella zona di Toledo. Zúñiga era un priore dei Cavalieri di San Giovanni, che all'epoca mantenevano una base in Castiglia. Acuña ricevette informazioni che Zúñiga era nella zona di Corral de Almaguer e intraprese una battaglia con lui vicino a Tembleque. Zúñiga scacciò le forze ribelli e poi lanciò un suo contrattacco tra Lillo ed El Romeral, infliggendo una schiacciante sconfitta ad Acuña il quale cercò di ridurre al minimo le perdite e arrivando addirittura ad affermare di essere uscito vittorioso dal confronto.
Imperterrito, Acuña continuò a Toledo. Apparve alla Plaza de Zocodover, nel cuore della città, il 29 marzo 1521, Venerdì Santo. La folla si radunò intorno a lui e lo condusse direttamente alla cattedrale, reclamando per lui la cattedra arcivescovile. Il giorno seguente incontrò María Pacheco, moglie di Juan de Padilla e leader di fatto della Comunidad di Toledo in assenza del marito. Tra i due emerse una breve rivalità, risolta però dopo i reciproci tentativi di riconciliazione.
Stabilitosi nell'arcidiocesi di Toledo, Acuña iniziò a reclutare tutti gli uomini che riusciva a trovare, arruolando soldati dai quindici ai sessant'anni. Dopo che le truppe realiste avevano dato fuoco alla città di Mora il 12 aprile, Acuña tornò nelle campagne con circa 1 500 uomini sotto il suo comando. Si trasferì a Yepes e da lì condusse incursioni e operazioni contro le aree rurali controllate dai monarchici. Prima attaccò e saccheggiò Villaseca de la Sagra, poi affrontò di nuovo Zúñiga in una battaglia inconcludente vicino al fiume Tago a Illescas. Leggere schermaglie nei pressi di Toledo sarebbero continuate fino a quando la notizia di Villalar non avesse posto fine alla guerra.

## Battaglia di Villalar

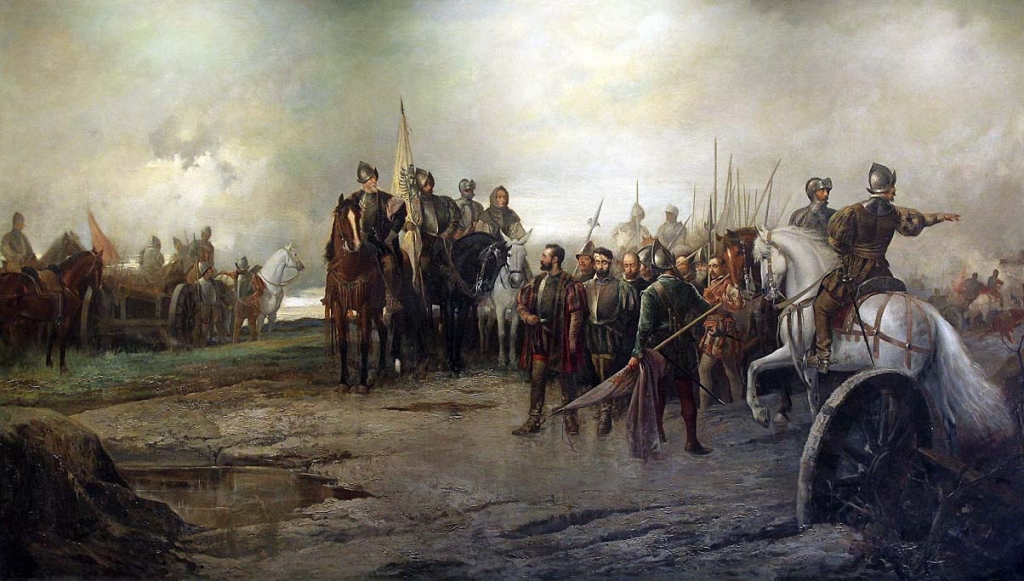
La battaglia di Villalar in un dipinto del XIX secolo di Manuel Picolo López

All'inizio di aprile 1521, la fazione monarchica si mosse per unire i propri eserciti e minacciare Torrelobatón. Il Conestabile di Castiglia spostò le sue truppe (compresi i soldati recentemente trasferiti dalla difesa della Navarra) a sud-ovest di Burgos per incontrarsi con le forze dell'Ammiraglio vicino a Tordesillas. Nel frattempo, i Comuneros rafforzarono le loro truppe a Torrelobatón, che era molto meno sicura di quanto avrebbero auspicato. Le loro forze soffrirono di diserzioni e la presenza dell'artiglieria monarchica avrebbe reso vulnerabile il castello di Torrelobatón. All'inizio di aprile, Juan López de Padilla pensò di ritirarsi a Toro per cercare rinforzi, ma esitò ritardando la sua decisione fino alle prime ore del 23 aprile, perdendo molto tempo e quindi lasciando ai realisti di unire le loro forze a Peñaflor.
L'esercito monarchico unificato inseguì i Comuneros e, ancora una volta, i realisti si trovarono con un forte vantaggio nella cavalleria, in quanto le loro forze contavano 6 000 fanti e 2 400 cavalieri contro 7 000 fanti e 400 cavalieri a disposizione di Padilla. Inoltre, la forte pioggia rallentò la fanteria di Padilla più di quanto avesse rallentato la cavalleria monarchica e rese quasi inutili le primitive armi da fuoco dei 1 000 archibugieri dei ribelli. Padilla contava di raggiungere la relativa sicurezza di Toro e le alture di Vega de Valdetronco, ma la sua fanteria era troppo lenta. Quindi, decise di dare battaglia alla feroce cavalleria monarchica nella città di Villalar. Le cariche di cavalleria ruppero i ranghi ribelli e la battaglia divenne un massacro per i Comuneros che dovettero contare dalle 500 alle 1 000 vittime e molte diserzioni.
I tre capi più importanti della ribellione vennero catturati: Juan López de Padilla, Juan Bravo e Francisco Maldonado. Tutti e tre vennero decapitati la mattina seguente nella piazza di Villalar, alla presenza di gran parte della nobiltà monarchica.  I resti dell'esercito ribelle si frammentarono, con alcuni che tentarono di unirsi all'esercito di Acuña vicino a Toledo e altri che disertarono. Alla rivolta era stato inferta un colpo durissimo.

## Fine della guerra
Dopo la battaglia di Villalar, le città della Castiglia settentrionale soccombettero rapidamente alle truppe realiste e tutta la regione tornò entro l'inizio di maggio alla fedeltà verso la corona, solo Madrid e Toledo mantennero in vita le loro Comunidade.

### Resistenza di Toledo

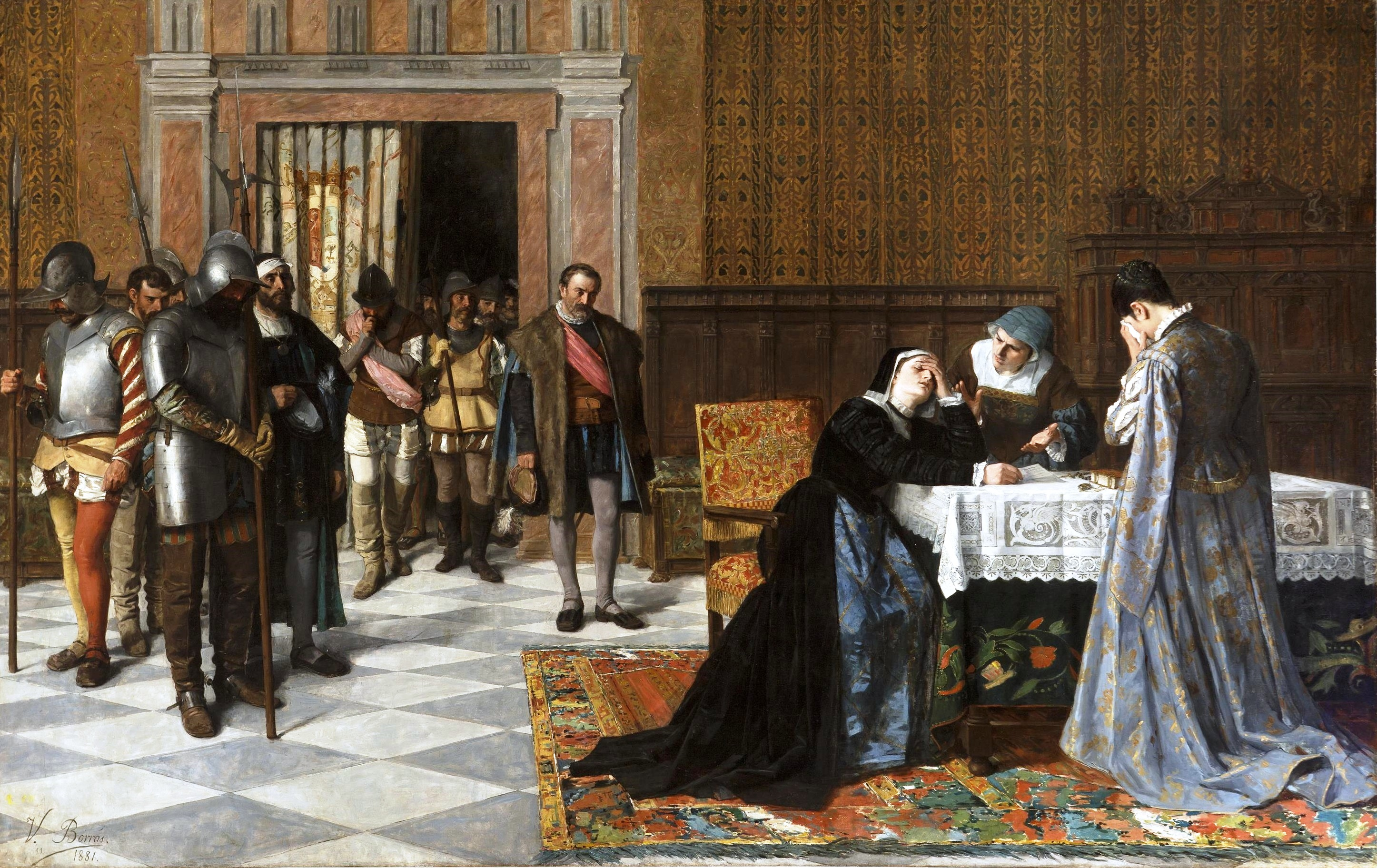
María Pacheco riceve la notizia della morte del marito a Villalar. Il dipinto è un'opera del XIX secolo di Vicente Borrás.

La prima notizia di Villalar arrivò a Toledo il 26 aprile, ma fu largamente ignorata dalla Comunidad locale. L'entità della sconfitta si è manifestata in pochi giorni, dopo che i primi sopravvissuti iniziarono ad arrivare in città e hanno confermato la morte dei tre capi ribelli. Toledo fu dichiarata in lutto per la morte di Juan de Padilla.
Dopo la morte di Padilla, il vescovo Acuña perse popolarità a favore di María Pacheco, vedova di Padilla. Il popolo iniziò a suggerire di negoziare con i realisti, cercando di evitare ulteriori sofferenze in città. La situazione sembrò peggiorare ulteriormente dopo che Madrid si era resa l'11 maggio. La caduta di Toledo sembrava solo questione di tempo.
Tuttavia, un barlume di speranza era rimasto ai ribelli: la Castiglia aveva ritirato alcune delle sue truppe dalla Navarra occupata per combattere i Comuneros, e il re Francesco I di Francia colse l'occasione per invaderla con il sostegno dei navarresi. L'esercito monarchico fu, quindi, costretto a marciare verso la Navarra per rispondere alla minaccia rinunciando ad assediare Toledo. Acuña lasciò Toledo per recarsi in Navarra, ma fu riconosciuto e catturato; vi sono dubbi riguardo a se stesse cercando di unirsi ai francesi e continuare a combattere, o se stava semplicemente fuggendo.
María Pacheco prese il controllo della città e dei resti dell'esercito ribelle, vivendo nell'Alcázar, raccogliendo tasse e rafforzando le difese. Chiese l'intervento dello zio, il rispettato marchese di Villena Diego López Pacheco y Portocarrero, per negoziare con il Regio Consiglio, sperando che potesse ottenere migliori concessioni. Il marchese alla fine abbandonò i negoziati e María intraprese trattative personali con il priore Zúñiga, il comandante delle forze assedianti. Le sue richieste, sebbene alquanto irritanti da onorare, erano in definitiva minori, come garantire le proprietà e la reputazione dei suoi figli.
Ancora preoccupato per l'invasione dei francesi, il governo reale cedette. Con il sostegno di tutte le parti, il 25 ottobre 1521 fu orchestrata la resa di Toledo. Così, il 31 ottobre, i Comuneros lasciarono l'Alcázar di Toledo e furono nominati nuovi funzionari che governassero la città. La tregua garantiva la libertà e la proprietà di tutti i Comuneros.

### Rivolta di febbraio 1522
Il nuovo governatore di Toledo ripristinò l'ordine e riportò la città sotto il controllo reale. Tuttavia, provocò anche gli ex Comuneros. María Pacheco continuò a risiedere in città e si rifiutò di consegnare tutte le armi nascoste fino a quando Carlo V non firmò personalmente gli accordi presi con l'Ordine di San Giovanni. Questa situazione instabile terminò il 3 febbraio 1522, quando furono annullate le generose condizioni della resa. I soldati reali occuparono la città e il governo ordinò l'esecuzione di Maria, scatenando disordini come protesta. L'incidente venne temporaneamente rimediato grazie all'intervento di María de Mendoza, sorella di María Pacheco, che riuscì ad ottenere un'altra tregua e, mentre gli ex Comuneros venivano perseguitati, María poté approfittare della situazione per fuggire in Portogallo travestita da contadina.

### Perdono del 1522
Carlo V tornò in Spagna il 16 luglio 1522. Atti di repressione e ritorsione contro gli ex Comuneros  erano continuati, ma solo sporadicamente. Un numero elevato di persone importanti gli aveva sostenuti, o almeno era stato sospettosamente lento nel dichiarare la propria fedeltà al re, e Carlo ritenne imprudente insistere troppo sulla questione.
Tornato a Valladolid, Carlo dichiarò il perdono generale il 1º novembre con cui veniva concessa l'amnistia a tutti coloro che erano stati coinvolti nella rivolta ad eccezione di 293 Comuneros, una cifra esigua vista l'enorme numero di ribelli; tra questi vi erano anche Maria Pacheco e Acuña. Successivamente furono emessi altri perdoni su pressione delle Cortes; nel 1527, la repressione era completamente terminata: dei 293, 23 erano stati giustiziati, 20 morirono in prigione, 50 acquistarono l'amnistia e 100 furono graziati in seguito. I destini degli altri sono sconosciuti.

## Sviluppi successivi
María Pacheco riuscì a fuggire in Portogallo, dove visse in esilio i restanti dieci anni della sua vita. Il vescovo Acuña, catturato in Navarra, fu privato della sua posizione ecclesiastica e giustiziato dopo aver ucciso una guardia mentre cercava di fuggire. Pedro Girón ricevette la grazia a condizione che andasse in esilio a Orano in Nord Africa, dove prestò servizio come comandante contro i Mori. La regina Giovanna fu rinchiusa a Tordesillas da suo figlio; vi sarebbe rimasta per trentacinque anni, il resto della sua vita.
L'imperatore Carlo V continuò a governare uno degli imperi più grandi della storia europea trovandosi quasi costantemente in guerra, contro la Francia, l'Inghilterra, lo Stato Pontificio, i turchi ottomani, gli Aztechi, gli Inca e la protestante lega di Smalcalda. Per tutto questo periodo, la Spagna avrebbe fornito la maggior parte degli eserciti e delle risorse finanziarie agli Asburgo. Di contro, Carlo conferì ai castigliani li più alte posizioni di governo, sia in Castiglia che nell'Impero, e generalmente lasciò l'amministrazione della Castiglia in mani castigliane. In tal senso, la rivolta può considerarsi riuscita.
Alcune delle riforme di Isabella I che riducevano il potere nobiliare furono annullate come prezzo per attirare la nobiltà dalla parte monarchica. Tuttavia, Carlo capì che l'esclusione dei nobili dal potere era stata una delle cause della rivolta e quindi intraprese un nuovo programma di riforma. Furono sostituiti i funzionari impopolari, corrotti e inefficaci, le funzioni giudiziarie del Regio Consiglio vennero limitate, i tribunali locali furono rivitalizzati. Carlo aggiustò anche la composizione del Consiglio Reale: il suo odiato presidente, Antonio de Rojas Manrique, fu sostituito, il ruolo dell'aristocrazia ridotto e più aristocratici furono aggiunti. Rendendosi conto che l'élite urbana aveva bisogno ancora una volta di avere una partecipazione nel governo reale, Carlo diede a molti di loro incarichi, privilegi e stipendi governativi. Le Cortes, pur non così importanti come speravano i comuneros, mantennero tuttavia il loro potere e mantennero la prerogativa di approvare le nuove tasse e di consigliare il re. Inoltre, Carlo scoraggiò i suoi funzionari dall'usare metodi eccessivamente coercitivi. La cooptazione della classe media funzionò fin troppo bene; quando il successore di Carlo, re Filippo II di Spagna, chiese nel 1580 un grave aumento delle tasse, le Cortes erano troppo dipendenti dalla Corona per poter resistere efficacemente alle politiche che avrebbero distrutto l'economia.

## Influenza postuma

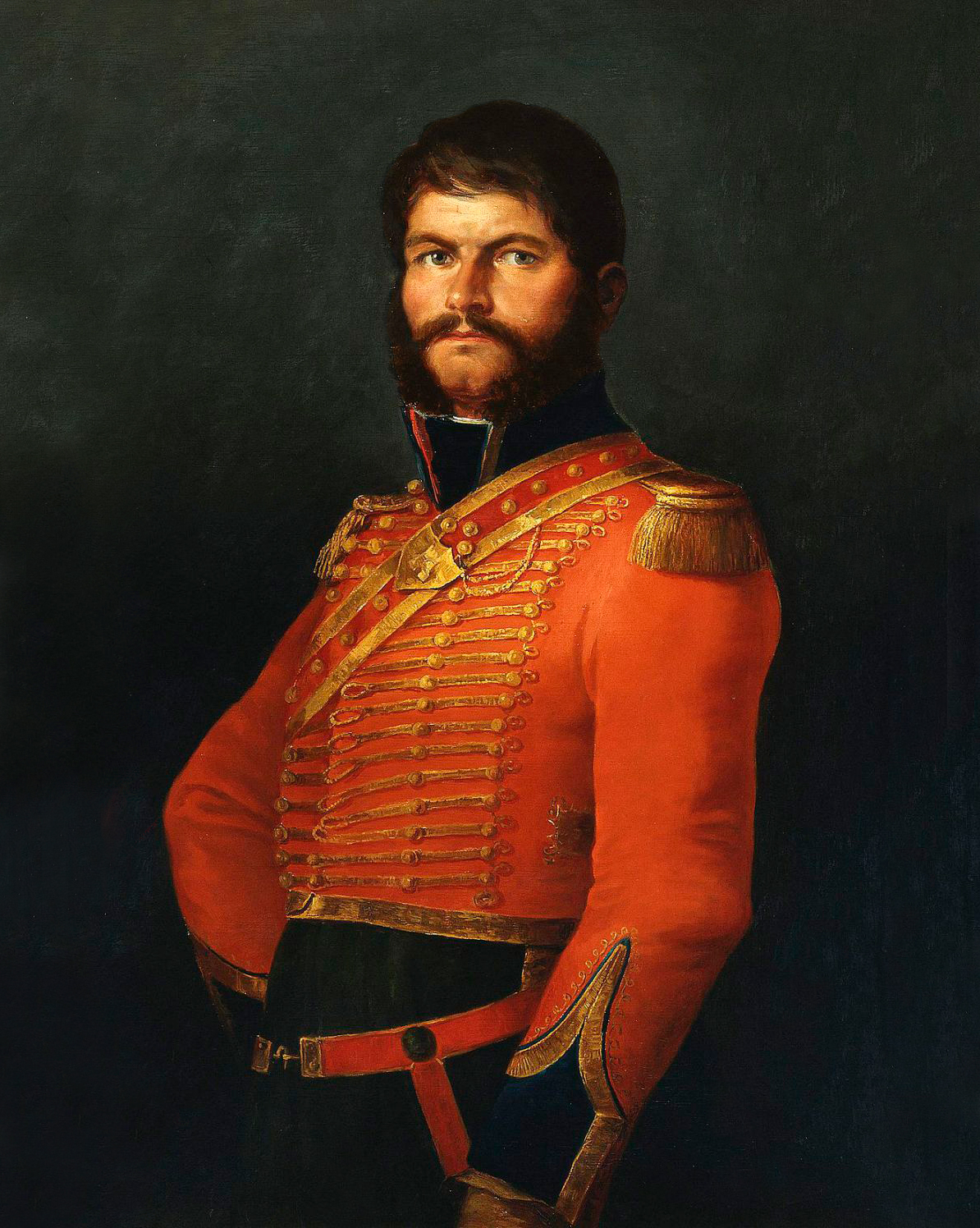
Juan Martín Díez, tentò nel 1821 di ristabilire la reputazione dei comuneros

La rivolta, profondamente rimasta nella memoria della Spagna, venne citata in diverse opere letterarie durante l'età dell'oro spagnolo. Don Chisciotte fa riferimento alla ribellione in una conversazione con Sancio Panza, e Francisco de Quevedo usa la parola "comunero" come sinonimo di "ribelle" nelle sue opere.
Nel XVIII secolo, i comuneros non erano tenuti in grande considerazione dall'Impero spagnolo. Il governo non era disposto a tollerare le ribellioni e usava il termine solo per condannare l'opposizione. Nella Rivolta dei comuneros in Paraguay, i ribelli non accettarono volentieri tale definizione che aveva solamente lo scopo di screditarli come traditori. Un'altra rivolta dei Comuneros a Nuova Granada (l'odierna Colombia) non ebbe nulla in comune con l'originale tranne che nel nome.
All'inizio del XIX secolo, l'immagine dei comuneros iniziò a essere riabilitata dagli storici, come Manuel Quintana, riconoscendogli il ruolo di precursori della libertà e martiri contro l'assolutismo. Gli studiosi hanno sottolineato di come il declino dell'indipendenza castigliana fosse legato al successivo declino della Spagna. Il primo grande evento commemorativo avvenne nel 1821, terzo centenario della Battaglia di Villalar. Juan Martín Díez, un capo militare liberale nazionalista che aveva combattuto nella resistenza contro Napoleone, guidò una spedizione per trovare e riesumare i resti dei tre capi giustiziati nel 1521. Díez elogiò i comuneros a nome del governo liberale al potere in quel momento, probabilmente il primo riconoscimento governativo positivo per la loro causa. Questa visione è stata contestata dai conservatori che consideravano uno stato centralizzato come moderno e progressista, specialmente dopo l'anarchia e la frammentazione della rivoluzione spagnola del 1868.
Tra il 1897 e il 1900, Manuel Danvila, un ministro del governo conservatore, pubblicò sei volumi Historia critica y documentada de las Comunidades de Castilla , una delle più importanti opere di studio sulla rivolta. Attingendo a fonti originali, Danvila ha sottolineato le motivazioni fiscali dei comuneros e li ha definiti tradizionalisti, reazionari, medievali e feudali. Sebbene un liberale, intellettuale, Gregorio Marañón condividesse l'obiettivo dei comuneros che ancora una volta prevaleva in Spagna; definì il conflitto come quello tra uno stato moderno e progressista, aperto alla benefica influenza straniera, contro una Spagna conservatrice, reazionaria e xenofoba ipersensibile alla devianza religiosa e culturale con un'insistenza sulla purezza razziale.

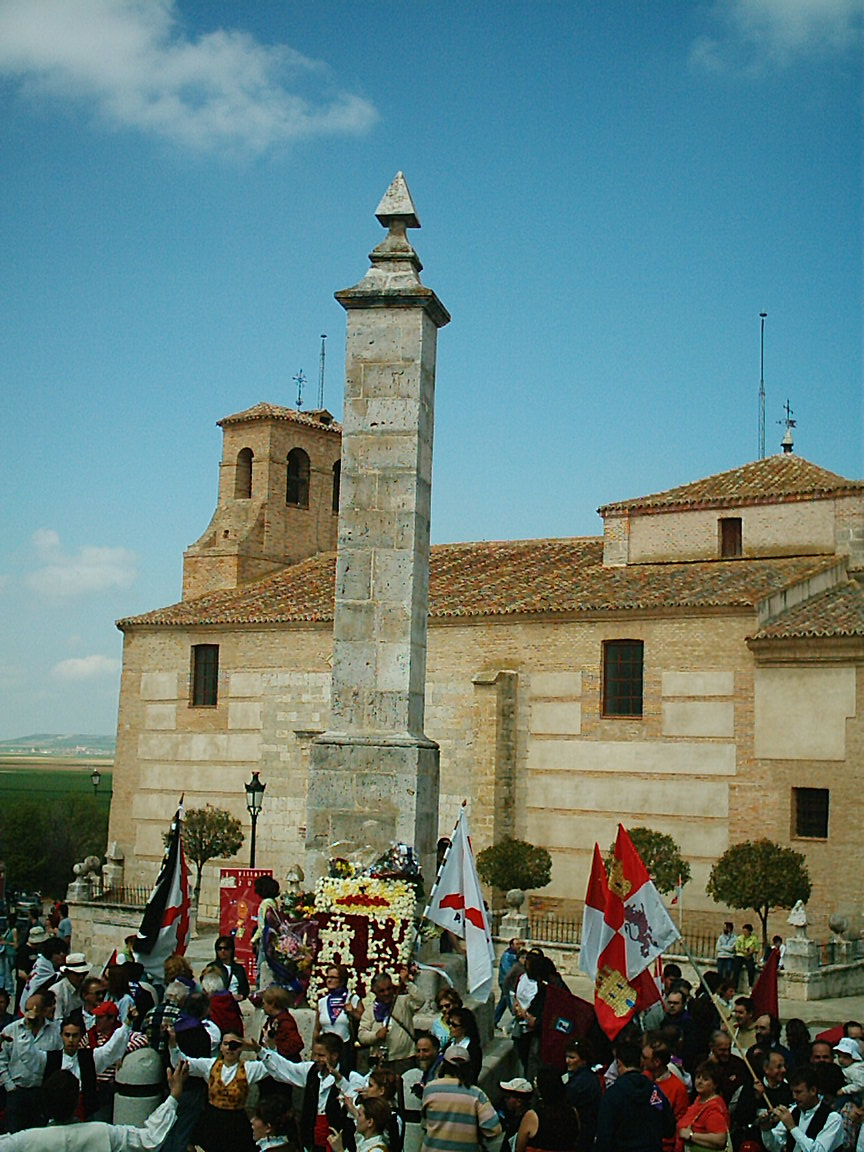
Un'offerta floreale a Villalar, il 23 aprile, giorno di festa della Castiglia e León

Anche il governo del generale Franco, in carica dal 1939 al 1975, incoraggiò un'interpretazione sfavorevole riguardante comuneros. Secondo storici accreditati come José María Pemán, la rivolta fu fondamentalmente una questione di meschino regionalismo spagnolo, qualcosa che Franco fece del suo meglio per scoraggiare. Inoltre, i comuneros vennero accusati di non apprezzare adeguatamente il "destino imperiale" della Spagna.
Dalla metà del ventesimo secolo, altri studiosi hanno cercato le ragioni più materialiste per la rivolta. Storici come José Antonio Maravall e Joseph Pérez descrissero la rivolta come alleanze di diverse coalizioni sociali attorno a mutevoli interessi economici, con la "borghesia industriale" di artigiani e lanaioli che si univa agli intellettuali e alla bassa nobiltà contro gli aristocratici e i mercanti. Maravall, che vide la rivolta come una delle prime rivoluzioni moderne, ne sottolinea in particolare il conflitto ideologico e la natura intellettuale, con caratteristiche uniche, come la prima proposta di una costituzione scritta di Castiglia.
Con la transizione della Spagna alla democrazia, avvenuta dopo la morte di Franco, la celebrazione dei comuneros iniziò a diventare nuovamente ammissibile. Il 23 aprile 1976 si tenne clandestinamente una piccola cerimonia a Villalar; solo due anni dopo, l'evento era diventato un'enorme manifestazione che portava 200 000 persone a sostenere l'autonomia castigliana. In risposta, venne creata la comunità autonoma di Castiglia e León, e nel 1986 il 23 aprile è stato riconosciuto come giorno di festa ufficiale. Allo stesso modo, dal 1988, ogni 3 febbraio viene celebrata partito nazionalista castigliano la festa Tierra Comunera a Toledo. La celebrazione mette in risalto i ruoli di Juan López de Padilla e María Pacheco, ed è celebrata in memoria della ribellione del 1522, l'ultimo evento della guerra.

### Esplicative
1. ↑  Molte fonti indicano il 31 maggio il giorno della caduta definitiva, ciò è quasi certamente riferito alla presa formale dell'Alcázar, le forze di difesa se ne erano andate da tempo ormai. In Haliczer, 1981, p. 161, Seaver, 1928, p. 87 e  Pérez, 2001.
2. ↑  Esiste una teoria secondo cui gli errori di Girón erano in realtà un tradimento intenzionale dei comuneros. Considerando la sua posizione moderata e in seguito il perdono del governo, alcuni storici considerano questo possibile, ma improbabile. In Seaver, 1928.
3. ↑  Notare che l'originale Giunta di Tordesillas contava 13 città rappresentate e non 14 in quanto Murcia si associò più tardi. In Pérez, 1970, p. 262.
4. ↑  "Gli assalitori hanno minacciarono anche di impiccare tutti gli abitanti se non si fossero arresi". In Pérez, 2001, p. 107.

### Bibliografiche
1. 1 2  J. L. Díez, Los Comuneros de Castilla, Editorial Mañana, Madrid, 1977 p. 7
2. 1 2  Haliczer, 1981, p. 10.
3. ↑  Haliczer, 1981, p. 113.
4. 1 2  Haliczer, 1981, p. 151.
5. ↑  Haliczer, 1981, p. 66.
6. ↑  Haliczer, 1981, p. 93.
7. 1 2 3  Haliczer, 1981, p. 147.
8. 1 2  Haliczer, 1981, p. 163.
9. ↑  Haliczer, 1981, p. 145.
10. ↑  Lynch, 1964, p. 36.
11. ↑  Haliczer, 1981, p. 126.
12. 1 2 3 4  Lynch, 1964, p. 38.
13. 1 2  Seaver, 1928, p. 50.
14. 1 2  Haliczer, 1981, p. 159.
15. 1 2 3  Pérez, 2001, pp. 39-40.
16. ↑  Seaver, 1928, p. 75.
17. ↑  Seaver, 1928, pp. 77-79.
18. ↑  Haliczer, 1981, p. 160.
19. ↑  Haliczer, 1981, p. 3.
20. ↑  Pérez, 2001, pp. 50-52.
21. 1 2 3  Pérez, 2001, pp. 53-54.
22. 1 2 3  Haliczer, 1981, p. 164.
23. ↑  Haliczer, 1981, p. 166.
24. 1 2  Haliczer, 1981, p. 165.
25. 1 2  Seaver, 1928, p. 129.
26. 1 2 3  Haliczer, 1981, p. 6.
27. ↑  Seaver, 1928, p. 164.
28. ↑  Haliczer, 1981, p. 167.
29. ↑  Pérez, 2001, pp. 60-61.
30. ↑  Seaver, 1928, p. 147.
31. ↑  Haliczer, 1981, p. 179.
32. 1 2  Pérez, 2001, pp. 146-147.
33. ↑  Pérez, 2001, p. 155.
34. ↑  Haliczer, 1981, pp. 183, 205.
35. 1 2  Haliczer, 1981, p. 185.
36. ↑  Pérez, 2001, p. 65.
37. ↑  Seaver, 1928, p. 306.
38. ↑  Seaver, 1928, pp. 155-156.
39. ↑  Seaver, 1928, p. 163.
40. ↑  Haliczer, 1981, p. 156.
41. ↑  Seaver, 1928, p. 215.
42. ↑  Seaver, 1928, p. 179.
43. ↑  Seaver, 1928, pp. 192-195.
44. 1 2  Haliczer, 1981, p. 181.
45. ↑  Haliczer, 1981, p. 170.
46. 1 2  Seaver, 1928, pp. 200-202.
47. ↑  Pérez, 2001, p. 75.
48. 1 2 3 4 5  Guilarte, 1983.
49. ↑  Lynch, 1964, p. 40.
50. 1 2  Pérez, 2001, p. 78.
51. 1 2  Haliczer, 1981, p. 189.
52. ↑  Seaver, 1928, p. 206.
53. ↑  Pérez, 2001, p. 95.
54. ↑  Pérez, 2001, p. 99.
55. 1 2 3  Pérez, 2001, p. 105.
56. 1 2  {{cita|Seaver, 1928|p. 294
57. ↑  (ES) Texto íntegro del Edicto de Worms, su cervantesvirtual.com, Cervantes Virtual Library, 17 dicembre 1520. URL consultato il 20 luglio 2008.
58. 1 2 3  Seaver, 1928, p. 228, and Pérez, 2001, p. 104. The two accounts disagree on the amount of Mormojón's tribute: Seaver says 1,500 ducats, and Pérez 2,000}}.
59. ↑  Seaver, 1928, p. 248.
60. ↑  Seaver, 1928, p. 251.
61. 1 2  Pérez, 2001, p. 110.
62. ↑  Pérez, 2001, p. 109.
63. ↑  Seaver, 1928, p. 319.
64. ↑  Seaver, 1928, p. 278.
65. 1 2  Seaver, 1928, pp. 333-334.
66. 1 2  Pérez, 2001, pp. 114-115.
67. ↑  Pérez, 2001, p. 116.
68. ↑  Seaver, 1928, p. 332.
69. ↑  Pérez, 2001, p. 120.
70. 1 2  Pérez, 2001, p. 122.
71. 1 2  Seaver, 1928, pp. 324-325.
72. 1 2  Pérez, 1970, pp. 313-314.
73. ↑  Pérez, 2001, p. 111.
74. ↑  Haliczer, 1981, p. 204.
75. 1 2 3  Seaver, 1928, p. 339.
76. ↑  Pérez, 2001, p. 123.
77. ↑  Pérez, 2001, p. 128.
78. ↑  Seaver, 1928, p. 336.
79. 1 2  Seaver, 1928, pp. 346-347.
80. 1 2  Pérez, 2001, p. 131.
81. ↑  Seaver, 1928, p. 348.
82. ↑  Seaver, 1928, p. 350.
83. 1 2  Haliczer, 1981, p. 212.
84. ↑  Pérez, 2001, p. 136.
85. ↑  Seaver, 1928, p. 357.
86. ↑  Seaver, 1928, p. 354.
87. ↑  Seaver, 1928, p. 359.
88. ↑  Lynch, 1964, p. 46.
89. 1 2  Haliczer, 1981, p. 213.
90. ↑  Lynch, 1964, p. 48.
91. ↑  Haliczer, 1981, p. 218.
92. ↑  Haliczer, 1981, p. 220.
93. ↑  Haliczer, 1981, p. 223.
94. ↑  Haliczer, 1981, p. 227.
95. ↑  (ES) Miguel de Cervantes, Volume 2, Chapter 43, in Don Quixote de la Mancha, Rodolfo Schevill and Adolfo Bonilla; digital form and editing by Fred F. Jehle, 1615,  p. 61, ISBN 0-394-90892-9. URL consultato il 27 settembre 2008 (archiviato dall'url originale il 1º febbraio 2009).
96. ↑  Pérez, 2001, p. 236.
97. ↑   Adalberto López, The Colonial History of Paraguay: The Revolt of the Comuneros, 1721–1735, Transaction Publishers, 2005,  p. 12, ISBN 0-87073-124-6.
98. ↑   Allan J. Kuethe, Military reform and society in New Granada, 1773–1808, University Presses of Florida, 1978,  pp. 79–101, ISBN 0-8130-0570-1.
99. ↑  Pérez, 2001, p. 238.
100. 1 2 3 4  Haliczer, 1981, p. 7.  Haliczer è citato in Gutiérrez Nieto, 1973, pp. 57-58 for Quintana's views; p. 84 for Danvila's views; and p. 98 for Marañón's views.
101. ↑  Seaver, 1928, p. 376.
102. 1 2  (ES) Mariano González Clavero, Fuerzas políticas en el proceso autonómico de Castilla y León: 1975–1983, in Biblioteca Virtual Miguel de Cervantes, 2002,  pp. 337-342. URL consultato il 12 novembre 2008.
103. ↑  Gutiérrez Nieto, 1973, p. 96.  Nieto is referring to Pemán's Breve Historia a España, p. 208–211.
104. 1 2  Haliczer, 1981, p. 8.
105. ↑  Pérez, 1970, p. 19.
106. ↑  (ES) Ley por la que se declara Fiesta de la Comunidad de Castilla y León el día 23 de abril, su boe.es, Madrid, Boletín Oficial del Estado, 17 aprile 1986. URL consultato il 18 ottobre 2008.
107. ↑  (ES) Toledo celebra el XX Homenaje a los Comuneros, su tierracomunera.org, Tierra Comunera. URL consultato il 25 luglio 2008 (archiviato dall'url originale il 27 gennaio 2008).